# Atlético Nacional
Atlético Nacional es un club de fútbol de la ciudad de Medellín, Colombia. Es el club con mayor cantidad de títulos en Colombia. De igual forma es considerado como uno de los equipos más populares y emblemáticos de Colombia y de Sudamérica.
Fundado el 7 de marzo de 1947 bajo el nombre de Club Atlético Municipal de Medellín y registrado por escritura pública el 30 de abril de 1947 en la notaría primera de Medellín. En 1950, el expresidente de la Liga Antioqueña de fútbol, Luis Alberto Villegas, cambió el nombre del club por Club Atlético Nacional.
El club participa en la máxima categoría de la División Mayor del Fútbol Colombiano, la Categoría Primera A desde su fundación en 1948 sin haber descendido a la Primera B y sin nunca haberse ausentado del torneo al igual que el Millonarios y el Independiente Santa Fe, ambos de la ciudad de Bogotá.
Es el equipo más laureado del fútbol colombiano con 36 títulos oficiales entre campeonatos nacionales e internacionales y por ello se le denomina popularmente como el Rey de Copas. A nivel nacional es el club con más campeonatos ganados en la Primera A con 18, el más campeón de la Copa Colombia con 7 títulos y a su vez 4 veces campeón de la Superliga. A nivel internacional ha conseguido 7 títulos, es uno de los dos únicos equipos colombianos en lograr coronarse campeón de la Copa Libertadores, junto con Once Caldas, y con dos copas es el único en lograrlo más de una vez; asimismo es el club que más títulos consiguió en la Copa Merconorte con 2; también fue campeón de la Copa Interamericana dos veces y de la Recopa Sudamericana una vez.
Desde el torneo de 2017-I, es el equipo que más puntos consiguió en una fase de todos contra todos, en torneos cortos con 49 (62, si se cuenta la segunda fase). Logró los subcampeonatos de la Copa Intercontinental en 1989, de la Copa Libertadores en 1995, de la Recopa Sudamericana en 1990, de la Copa Simón Bolívar en 1971 y fue tres veces subcampeón de la Copa Sudamericana en 2002, 2014 y 2016, adicional a esto en la Copa Mundial de Clubes de la FIFA 2016 obtuvo la Medalla de Bronce al ganar el partido por el tercer lugar del torneo.
El club juega sus partidos de local desde 1953 en el estadio Atanasio Girardot, su sede deportiva está ubicada en el municipio de Guarne, al oriente del Valle de Aburrá y su sede administrativa en el municipio de Itagüí. Disputa el Clásico paisa contra el Independiente Medellín, además de tener fuertes rivalidades contra Millonarios y América de Cali.
Para la IFFHS es el segundo mejor club colombiano del siglo xx y el mejor club colombiano en lo que va del siglo xxi. En 2014 la organización lo ubicó como el 5° mejor equipo del mundo y como el mejor de América según su ranking anual de clubes. En 2016 fue reconocido como el mejor equipo del mundo, siendo la primera vez que un club no europeo ocupa esta posición a nivel mundial en este escalafón. Asimismo, ocupa el puesto 58° en el ranking mundial de clubes de todos los tiempos según la IFFHS, siendo el segundo equipo colombiano mejor posicionado de la lista.
Por parte de la CONMEBOL es el mejor club colombiano en torneos internacionales con 579.6 puntos y ocupa el séptimo puesto en el ranking oficial de clubes de la Copa Libertadores. Es reconocido por la FIFA como uno de los Clubes Clásicos del Mundo y Cultor del Fútbol Lírico.

## Historia

### Nacimiento y amateurismo (1935-1946)
En 1935 en el barrio Boston de Medellín un grupo de jóvenes solían reunirse a jugar a fútbol en un potrero llamado La manga de Don Pepe, —en lo que actualmente es la Carrera 39, entre el Teatro Pablo Tobón Uribe y La Placita de Flórez— estos jóvenes decidieron fundar su propio club de fútbol con el nombre de Unión Foot-ball Club. Al año siguiente, en 1936 el Unión participó en la Segunda Categoría de la Liga Antioqueña de fútbol Amateur y en 1942 logró ganar el campeonato y ascender a Primera, así que con la intención de reforzar al equipo y tener una buena temporada, se acordó fusionarlo con otro club aficionado de la región llamado Indulana Foot-Ball Club, de esta forma el nuevo club pasó a llamarse Unión Indulana Foot-Ball Club. La alianza entre los dos clubes duró cuatro años, de 1943 a 1946.

### Fundación oficial y primeros años de profesionalismo (1947-1949)
En 1947 el expresidente de la Liga Antioqueña de fútbol, Alberto Villegas Lopera, lideró la fundación de una sociedad comercial, la cual pretendía darle más importancia a los deportes en Antioquia como el fútbol y el baloncesto. El viernes 7 de marzo de 1947 se consolidó el nacimiento de la nueva institución bajo el nombre de Club Atlético Municipal de Medellín, pero debido a que la sociedad no contaba con plantel de fútbol propio, se pensó en los equipos de la primera categoría de la Liga Antioqueña. El Unión Indulana Foot-Ball Club resultó ser el indicado y se acordó la incorporación de este a la nueva institución, de esta forma, el club pasó a ser el Atlético Municipal. La escritura pública de la nueva sociedad se realizó el 30 de abril de 1947. El 27 de junio de 1948 se fundó en Barranquilla la Dimayor, con el objetivo de organizar un torneo de fútbol profesional en el país. En aquella reunión asistió, como representante del equipo, su presidente, Jorge Osorio Cadavid. En la misma se planteó la creación del Fútbol Profesional Colombiano y se aprobó como fecha de iniciación del campeonato el 15 de agosto. La institución abandonó la Liga Antioqueña de fútbol, y afrontó el Campeonato Profesional Colombiano con una nómina de «puros criollos». El 15 de agosto a las once horas, se jugó el primer partido del Fútbol Profesional Colombiano entre Atlético Municipal y la Universidad Nacional en el Hipódromo-estadio San Fernando de Itagüí; el marcador final fue Atlético Municipal 2-0 Universidad Nacional. El primer gol del campeonato y del club lo anotó Rafael Serna de pena máxima a los 15 minutos del primer tiempo. Al finalizar el primer campeonato en Colombia el Atlético Municipal terminó en el sexto lugar con 18 unidades, a diez puntos del campeón Santa Fe. Guillermo Echavarría fue el goleador del equipo con 8 goles.

### Primer título y crisis económica (1950-1969)
El Atlético Municipal no tuvo mayor figuración durante los primeros torneos del profesionalismo. Era la época de El Dorado en la que llegaron a Colombia jugadores de toda América, entre ellos, varios que en aquel momento estaban entre los mejores del mundo, pero el club mantenía su política de tener únicamente jugadores nacidos en Colombia, conocidos como los «puros criollos», esto lo situó en franca desventaja frente al resto de equipos que se habían reforzado con extranjeros. En agosto de 1950 el nombre del equipo se cambió por el de Club Atlético Nacional. Esta decisión se tomó teniendo en cuenta que el equipo contaba con jugadores de todo el país y que esta denominación seguía más de cerca el lema adoptado por la institución desde su fundación oficial, «Por encima de todo la defensa y estímulo del jugador nacional». Sin embargo, el nuevo nombre no apareció en las planillas oficiales de la Dimayor sino hasta la temporada siguiente.

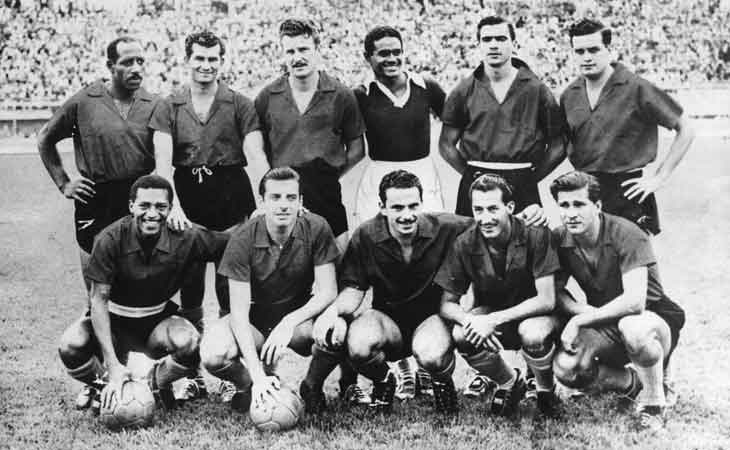
Equipo campeón del campeonato de 1954.

El club se coronó campeón por primera vez en su historia en 1954 bajo la dirección técnica de Fernando Paternoster, quien como jugador fue subcampeón del mundo en 1930 con la Selección Argentina. Entre los jugadores estuvieron Humberto «Turrón» Álvarez, el primer gran ídolo de la hinchada «Verdolaga». Junto a él, fueron figuras, entre otros, Hernán Escobar Echeverry e Ignacio Calle, los arqueros Julio «Chonto» Gaviria y Gabriel Mejía; el uruguayo Julio Ulises Terra, los argentinos Atilio Miotti, Miguel Juan Zazini, Nicolás Gianastasio y Carlos Gambina, este último fue el goleador del campeonato con 21 tantos. De 18 partidos disputados, Nacional ganó 14, empató 3 y tan solo perdió uno (el penúltimo contra el Boca Juniors de Cali). Consiguió el campeonato en calidad de invicto, al mantenerse sin perder durante las primeras 16 fechas. Goleó 5-2 al Unión Magdalena, 2-5 al Atlético Manizales, 2-8 a Santa Fe en el Campín y dos veces al América, 5-2 como local y 2-6 en condición de visitante. El Verde se coronó campeón el 26 de septiembre de 1954, ante su rival de plaza, el Medellín, al que le ganó 1-0 con gol de «Turrón» Álvarez, a los 57 minutos. Fue la primera vez que derrotó al Medellín en cancha, ya que la anterior victoria, el 23 de julio de 1950, le fue otorgada al Medellín debido a una huelga de jugadores. El 10 de octubre, Nacional venció como visitante 2-6 al América en la ciudad de Palmira, y dio su primera vuelta olímpica.
Tras el título de 1954, Nacional continuó con extranjeros y en 1955 logró cumplir con una buena campaña. Pero a principios de 1956 se presentó la primera crisis que amenazó con acabar el equipo; en abril de ese año se llegó inclusive a liquidar a todo el plantel de jugadores. Sin embargo, gracias a un movimiento liderado por Enrique Montoya Gaviria, el club logró la reaparición tras un mes de ausencia. La Dimayor aceptó de nuevo al elenco a pesar de que ya se habían cumplido cuatro fechas del campeonato. En 1957 Nacional cumplió una campaña desfavorable. Los jugadores no cumplieron las expectativas, el equipo terminó en la décima posición y en otra crisis económica. Los malos resultados deportivos de aquel año se convirtieron en malos resultados económicos al inicio del siguiente, y el equipo se vio nuevamente al borde de la desaparición. En 1958 los dirigentes del club hicieron una declaración en la que se informaba que solo se le renovaría el contrato a cinco jugadores, dejando al resto en libertad de escoger dónde jugar ese año. Sin embargo, algunos jugadores, liderados por Humberto «Turrón» Álvarez y Ricardo Ruíz, idearon una forma de alquilar la ficha del equipo ante la Dimayor, se asociaron utilizando las denominadas «Natilleras», práctica común en Antioquia que consiste en un grupo de personas que aportan dinero con el fin de lograr un objetivo común, gracias a esto, los jugadores recibieron el dinero de las taquillas, de allí pagaron los gastos del equipo y el alquiler de la ficha, y se repartieron lo poco que quedaba. El Independiente Medellín, quien también estaba en una crisis económica, hizo una alianza con Nacional y le prestó algunos jugadores para la temporada. En mayo, Nacional inició su participación en el campeonato bajo el nombre extraoficial de Independiente Nacional, denominación adoptada por los jugadores, pero que nunca apareció en las planillas oficiales. Ante la Dimayor, el nombre del equipo jamás cambió y la ficha que ocupó era, en efecto, la del Atlético Nacional. En aquel torneo, Nacional cumplió una buena presentación. Ocupó el quinto lugar y durante gran parte del campeonato estuvo de segundo. La alianza con el Independiente Medellín tan solo duró un año, aunque la singular denominación continuó durante el siguiente campeonato.
En enero de 1960, tras dos años en los que la administración del equipo estuvo en manos de los jugadores (1958 y 1959), se anunció un relevo en la dirección del Nacional y los antiguos dirigentes retomaron la riendas del equipo. Sin embargo, con los nuevos dirigentes no llegaron los éxitos deportivos; si bien, continuaron con la nómina de jugadores colombianos, ese año y el siguiente el equipo terminó en la cola del campeonato. Ante ese panorama se decidió volver a contratar jugadores extranjeros y de esta forma se terminó con la segunda época de nacionalismo. Durante 1962 y 1963, los resultados continuaron siendo negativos, a pesar de la contratación de extranjeros. Lo poco para rescatar fue la contratación en 1963 del argentino Eduardo Balassanián.
En 1964 el argentino Juan Urriolabeitia, que estaba desde el año anterior junto con Balassanián y otros compatriotas suyos, se convirtió en técnico y jugador al mismo tiempo del equipo. Urriolabeitia mantuvo el doble cargo hasta mitad de año, cuando se contrató al uruguayo Juan Eduardo Hohberg, quien también se desempeñó como jugador y técnico a la vez. Los resultados no fueron tan malos como los años anteriores y el equipo tan solo pudo terminar ubicado en mitad de tabla. Lo destacable fue la regularidad de Balassanián que continuó haciendo goles, y el marcador de punta Cristóbal Yotagrí, quien se destacó como uno de los mejores jugadores del campeonato. En 1965 se cumplió la única actuación destacada de la década al obtener el subcampeonato a tan solo dos puntos del primer lugar. En aquella época el campeonato –que duraba todo el año– estaba dividido en dos torneos, Apertura y Finalización, cada torneo consistía en dos vueltas de todos contra todos (en condición de local y visitante).
En junio de 1968 comenzó una tercera y corta etapa de «criollismo» que duró hasta mayo del año siguiente. El equipo de solo colombianos arrancó bien, con buenos resultados y con gran preparación física –algo que en aquel entonces no se trabajaba en todos los equipos–. Sin embargo, tras la salida del arquero Luis Largacha por indisciplina (que en ese momento era considerado el mejor arquero colombiano), el plantel se sumió en una crisis interna que repercutió en los resultados deportivos y finalizó en la novena posición. En el campeonato de 1969 Nacional arrancó con jugadores nacionales, pero cuando finalizó el torneo apertura estaba en la última posición. Por ello se decidió contratar nuevamente extranjeros. Esta vez llegaron cuatro brasileños, que no lograron marcar la diferencia en la campaña. El equipo terminó en la décima posición, nuevamente en la parte baja de la tabla.[cita requerida]

### Década de 1970 y Zubeldía (1970-1986)
El primer año de la década empezó de forma prometedora, el club inició en la baraja de candidatos, jugaba bien y obtenía resultados positivos. Sin embargo, en la cuarta fecha del torneo finalización cayó en un bache deportivo y pasó 18 fechas sin ganar (mayor cantidad de juegos sin victorias del equipo). Ese periodo llevó a que el técnico Bernardo «Cunda» Valencia fuera sustituido por el argentino José Curti. Para destacar, en marzo de aquel año se incorporó el argentino Jorge Hugo «la Chancha» Fernández, quien fue considerado la mejor contratación del año y posteriormente se inscribiría en la lista de ídolos de Nacional.
En 1971 se produjo el quiebre en la historia de Nacional. Desde aquel año el equipo comenzó a pelear la punta y a ganar títulos. El campeonato continuaba jugándose en dos torneos, Apertura y Finalización, pero se estableció que los dos primeros de cada torneo, clasificaban a un cuadrangular final, en el cual se definía al campeón. Nacional fue el ganador del torneo Apertura y de esa forma aseguró su presencia en el cuadrangular definitivo de final de año. Durante el Finalización, Nacional continuó con su regularidad, y terminó en la tercera posición. El cuadrangular final se disputó entre Nacional, Millonarios, Santa Fe y Deportivo Cali; al final del mismo, Nacional empató en puntos con Santa Fe luego de vencer a Millonarios en Estadio El Campín y de paso quitarle la opción de ser campeón en su propia casa. El reglamento de la época decía que el desempate debía resolverse con enfrentamientos directos entre los dos punteros (Nacional y Santa Fe). El primer partido disputado en el Estadio Atanasio Girardot terminó 0-0 y el marcador se repitió en el Campín, por lo tanto, el título tuvo que definirse en cancha neutral. El partido definitivo se disputó en el Estadio Pascual Guerrero de Cali; el conjunto bogotano empezó ganando dos a cero, Nacional reaccionó en el segundo tiempo y empató el compromiso, pero a nueve minutos del final, los rojos consiguieron el gol decisivo.
En 1972, Nacional se mantuvo en la parte alta de la tabla de posiciones, pero al final del año sufrió un bajón en su rendimiento y quedó sin oportunidad de luchar por el título. Esto sucedió en gran parte a las repetidas ausencias de Tito Manuel Gómez y de Jorge Hugo Fernández por sus lesiones. Además, se dio el debut en la Copa Libertadores; de aquel debut se rescata un valioso empate conseguido en el Estadio Atanasio Girardot frente al C. A. Independiente de Argentina, a la postre campeón. Nacional inició encima del marcador con gol de Hernando Piñeros en el segundo tiempo, pero el visitante logró sacar un empate a cinco minutos del final.
En 1973 consiguió su segundo título local. En el torneo Apertura terminó en el tercer lugar con 31 puntos y ganó el Finalización con 34 puntos. En la instancia final, quedó primero con 6 puntos, enfrentó a Millonarios y Deportivo Cali y los derrotó obteniendo así el campeonato. En 1974 consiguió el subcampeonato, detrás del Deportivo Cali, por lo que clasificó a la Copa Libertadores de 1975. En el torneo local terminó en el puesto once. En la Copa Libertadores logró quitarle un invicto de local al Cruzeiro E. C. (que llevaba más de un año sin perder), le derrotó 3-2, con goles de Campáz y Londero, en lo que se convirtió en la primera victoria de un equipo colombiano jugando en Brasil. Esa hazaña quedó como la más grande del club por varios años. En julio renunció César López Fretes y lo reemplazó José Curtí.

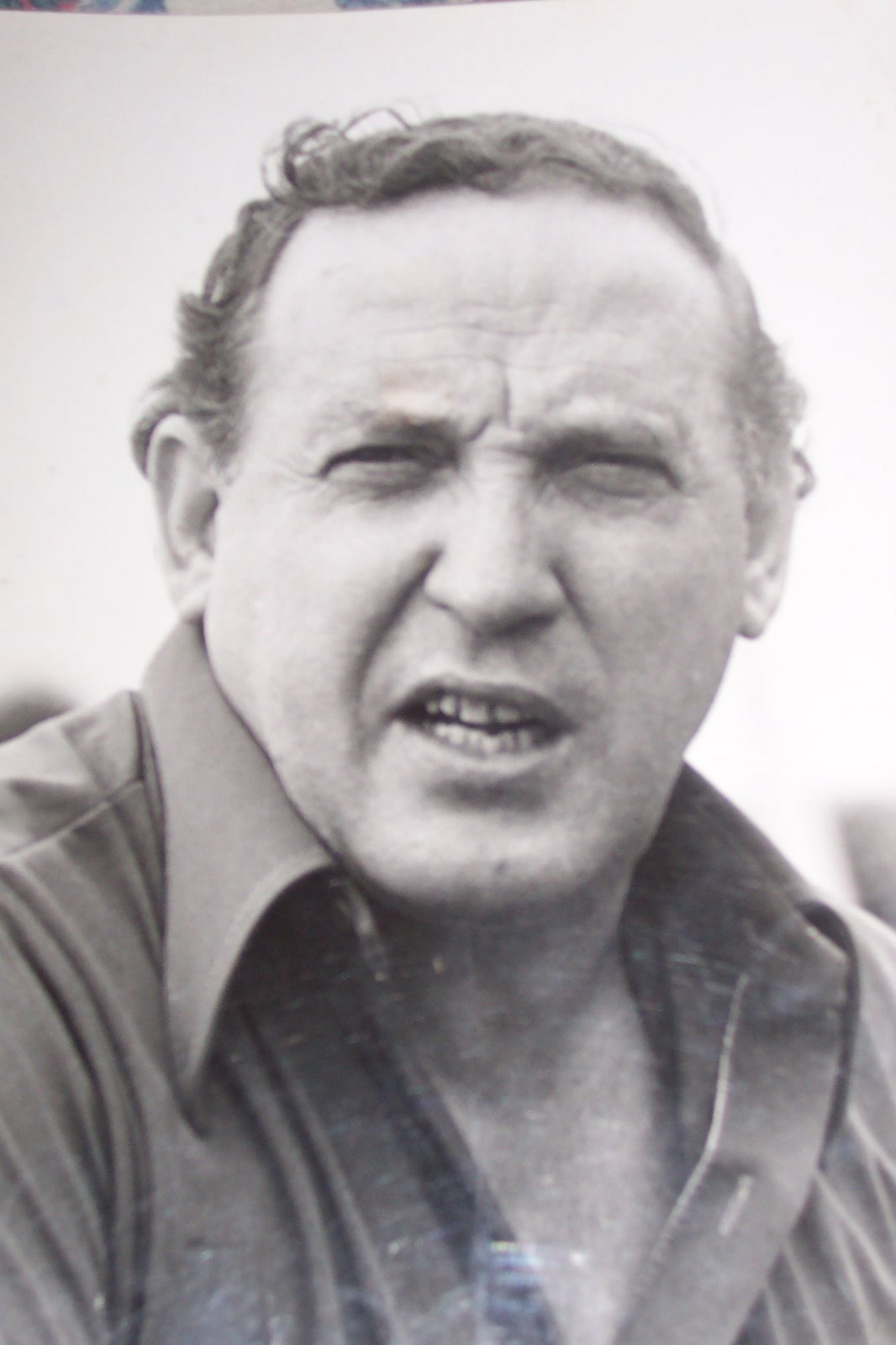
Osvaldo Zubeldía, técnico campeón con Nacional en 1976 y 1981.

El 22 de julio de 1976 se confirmó la llegada de Osvaldo Zubeldía, técnico argentino que había obtenido varios títulos con Estudiantes de La Plata. Llegó acompañado de Ramón César Bóveda y Eduardo Raschetti. A su llegada empezó a trabajar en jugadas de laboratorio, como el tiro de esquina al primer palo con cabezazo hacia atrás. El 12 de agosto de 1976, debutó con un triunfo ante Millonarios.
Ya con Zubeldía en el mando técnico del equipo, Nacional terminó el torneo del segundo semestre con 26 puntos y clasificó al hexagonal. En el hexagonal debió enfrentar a Deportes Quindío, Deportivo Cali, Millonarios, Junior y Once Caldas. En la última fecha venció 2-0 al Once Caldas en Manizales, con lo que logró alcanzar 14 puntos y se ubicó primero en la tabla, y así obtuvo su tercera estrella. Fue un gran año en el fútbol y en lo institucional; la Gobernación de Antioquia le otorgó al club la Condecoración Estrella de Antioquia en la categoría de Oro, el más alto y honroso reconocimiento que realiza el Departamento.
El torneo Apertura de 1977 comenzó el 27 de febrero, donde el equipo terminó sexto. El Finalización comenzó el 20 de julio, donde clasificó tercero al hexagonal final. Al final terminó en el cuarto puesto. En la Copa Libertadores debutó el 27 de abril con derrota 0-3 frente al Deportivo Cali en Medellín. Los siguientes rivales fueron Oriente Petrolero y Bolívar. El equipo finalizó en el último lugar del grupo.
En 1977 se dio el arribo del peruano César Cueto. Al año siguiente Atlético Nacional finalizó en el cuarto puesto del cuadrangular final. El campeón fue el Junior de Barranquilla.
En 1981 Nacional ganó de la mano de Zubeldía su cuarto título. En el Apertura quedó tercero con 33 puntos, detrás de América y Millonarios. En el Finalización, quedó en el cuarto lugar con 21 puntos, pero se clasificó a los cuadrangulares semifinales, allí quedó en el segundo lugar con 7 puntos, por lo que clasificó al cuadrangular final, donde le correspondió enfrentar a Deportes Tolima, América y Junior. En el último encuentro que definía el título frente al América, un gol del delantero Pedro Juan Ibargüen y un penal que fue pitado a favor de Nacional en los últimos minutos, hicieron que el América se retirara del terreno de juego antes de terminar el partido, dando como campeón al conjunto Verde. El peruano César Cueto fue el goleador del equipo con 17 goles.
El 17 de enero de 1982 murió Oswaldo Juan Zubeldía, a causa de un infarto, cuando se disponía a sellar un boleto de apuestas hípicas, su otra pasión.
En 1983 fue presentado el uruguayo Luis Cubilla como técnico.[cita requerida] El 6 de abril, fue inaugurada la Escuela de Fútbol de Nacional, a la cabeza de Francisco Maturana.[cita requerida] También se confirmó el fichaje de Aparecido Donisette de Oliveira, «Sapuca» y la llegada del argentino José Luis Brown de Estudiantes de La Plata.[cita requerida] Respecto al campeonato local, en el torneo Apertura las cosas no salieron muy bien, pero en el segundo semestre las cosas cambiaron radicalmente y el equipo clasificó al octogonal. Pero al final terminó tercero, atrás de América y Junior.[cita requerida]

### Los «Puros Criollos» y primera Copa Libertadores (1987-1999)
En 1987, la junta directiva consideró que Nacional podía volver a sus inicios y contratar solo a jugadores colombianos. Para comenzar la nueva etapa del equipo, fue escogido Francisco Maturana, exjugador del club. El viernes 29 de mayo se informó sobre la llegada al equipo de Leonel Álvarez, Luis Carlos Perea y Gildardo Gómez. Estos terminaron siendo determinantes en las campañas que se le vinieron al equipo luego. De igual manera se confirmó la llegada a la presidencia de Sergio Naranjo, en reemplazo de Alberto Builes Ortega. En el campeonato quedó segundo en la tabla de la reclasificación y en el octagonal final la irregularidad no le permitió conseguir un mejor puesto que el tercero.
Para 1988, se jugaron 3 pentagonales, en grupos zonales. Nacional quedó en el grupo A con Medellín, Junior, Sporting y Unión Magdalena. Al final quedó primero en el Apertura, seguido de América y Millonarios. Para el Finalización el cuerpo técnico fue reforzado con Juan José Peláez, Roberto Vasco y Hernán Darío Gómez, quienes acompañaron a Francisco Maturana. Terminó tercero en el Finalización. Para el octogonal Millonarios y Nacional se perfilaban como los candidatos. El torneo de los ocho de Colombia dejó a Nacional como segundo, después de Millonarios, y por ello clasificó a la Copa Libertadores de 1989.[cita requerida]
En 1989, Nacional comenzó la copa en el grupo 3, acompañado por Millonarios, C. S. Emelec y Deportivo Quito. El primer partido terminó 1-1 en Bogotá frente a Millonarios. El segundo partido contra Emelec, en Guayaquil terminó también 1-1. El tercer partido del grupo, contra Deportivo Quito en el estadio Atahualpa terminó también 1-1. El 7 de marzo, en Medellín cayó 0-2 ante Millonarios. En el partido de vuelta ante Deportivo Quito, ganó por 2-1. El último partido de la primera fase, frente a Emelec, en Medellín, ganó 3-1. Millonarios ganó el grupo, con 10 puntos, seguido de Atlético Nacional con 7 y tercero Deportivo Quito con 4 puntos, clasificándose estos tres a octavos de final. En la fase de octavos de final, el 5 de abril, enfrentó en Medellín al Racing Club y ganó 2-0. En el juego de vuelta cayó por 1-2, aunque en el resultado global, Nacional se impuso por 3-2 y logró pasar de ronda. En cuartos de final, enfrentó nuevamente a Millonarios. El partido de ida fue el 19 de abril, en Medellín con victoria 1-0. El de vuelta en Bogotá, el 26 de abril, terminó 1-1 y se clasificó así a la siguiente ronda, la semifinal. En esta etapa enfrentó al Danubio. En el primer partido, el 10 de mayo, en Montevideo, terminó 0-0. El de vuelta, el 17 de mayo, terminó 6-0 a favor de los colombianos, y de esta forma obtuvo el cupo a la final. El primer partido de la final, se jugó en el Estadio Defensores del Chaco en Asunción, Paraguay, frente al Olimpia el 24 de mayo. Ganaron los paraguayos por 2-0. El de vuelta se jugó en Bogotá, en el Estadio Nemesio Camacho El Campín, debido a que el Estadio Atanasio Girardot, de Medellín, en esa época no poseía la capacidad mínima (50.000) que pedía la CONMEBOL. El juego finalizó 2-0 a favor de Atlético Nacional, teniendo que definir la copa por penales. Atlético Nacional se impuso 5-4, y así ganó su primera Copa Libertadores, con René Higuita, quien fue la figura detuviendo 4 cobros del equipo paraguayo.
El 17 de diciembre de 1989, Nacional jugó la Copa Intercontinental contra el A. C. Milan. El partido se mantuvo 0-0 hasta un extra tiempo prolongado al máximo, un tiro libre cobrado por Alberigo Evani al minuto 119 le dio a victoria a los europeos.
En 1990 Atlético Nacional llegó a la semifinal de la Copa Libertadores, instancia en la que fue eliminado por el Olimpia de Paraguay, equipo al que un año antes había vencido en la final del mismo certamen. Además, como campeón de la Libertadores, tuvo el derecho de disputar la Recopa Sudamericana frente a Boca Juniors, campeón de la Supercopa de 1989; el marcador fue 1-0 a favor del equipo argentino. El mismo año iba a participar en la Supercopa, pero fue forzado a renunciar por una sanción de la CONMEBOL tras un partido de la Copa Libertadores de ese año contra Vasco da Gama. Además ese mismo año se produjo el debut de Víctor Hugo Aristizabal, el 13 de agosto, frente al Pereira. El 25 de julio de 1990 en Medellín, Nacional jugó contra el Club Universidad Nacional de México por la Copa Interamericana, allí ganó el verde 2-0. Siete días después en el partido de vuelta en la Ciudad Universitaria de México, Nacional volvió a triunfar, esta vez 4-1. En el resultado global, Nacional le ganó 6-1 a los Pumas de la UNAM. Ese año obtiene el subcampeonato en el torneo nacional, detrás del América de Cali.
En 1991 Nacional terminó séptimo en el torneo Apertura, ya que se encontraba disputando la Copa Libertadores. En el Finalización quedó cuarto, siendo quinto en la reclasificación, lo que le dio para avanzar a los cuadrangulares semifinales, y luego en esta fase quedó primero en el grupo. En el grupo final le correspondió enfrentarse al América, Junior y Santa Fe. Ganó 4 partidos y empató 2. Cabe destacar que Nacional se coronó de nuevo campeón frente al América de Cali como en 1981, luego de haberlo vencido 2-1. Ese año, en la Copa Libertadores avanzó nuevamente a las semifinales, donde de nuevo fue eliminado por Olimpia de Paraguay.
En 1992, disputó la Copa Libertadores, pasó sin problemas la primera ronda. A pesar de que Nacional había eliminado al Marítimo de Venezuela en los octavos de final, perdió en cuartos 0-1 con América de Cali en el primer partido, y luego pierde 4-2 en la vuelta. Ya en el torneo colombiano, la historia fue casi la misma. Luego de una semifinal en compañía del Junior, América de Cali y Deportivo Cali, Nacional se perfilaba, junto a los «Diablos Rojos», como favorito al título. Al final, los rojos del Valle fueron los campeones, superando por un punto de ventaja a Nacional, que tuvo que conformarse con el subtítulo. Hay que mencionar también su participación en la Supercopa Sudamericana, donde llegó hasta octavos de final, siendo eliminado por el Cruzeiro de Brasil, empató 1-1 en Medellín y cayó goleado por 8-0 en el partido de vuelta en Belo Horizonte.
En 1994 logró su sexta estrella. Después de ser primero en la reclasificación, en los cuadrangulares semifinales le correspondió jugar con el Medellín, Envigado y el Deportivo Cali, al final de este, quedó primero con 10 puntos. En el cuadrangular final le correspondió con Millonarios, América de Cali y el Medellín. El último enfrentamiento con su rival de patio le dio el título, con gol de Juan Pablo Ángel. Disputó una vez más la Supercopa, en donde Nacional quedó eliminado en la primera fase, nuevamente a manos del São Paulo, perdió 0-2 en el Atanasio Girardot y empató a un gol en el Morumbí.
En 1995 logró el subcampeonato de la Copa Libertadores, luego de haber clasificado segundo de su grupo, atrás de Millonarios. En octavos de final superó al Peñarol, en cuartos de final, el verdolaga se volvió a encontrar con Millonarios y tomó revancha tras la primera ronda (igual que en la Copa de 1989). La semifinal tuvo a Nacional contra el River Plate de Argentina, al cual venció 1-0 en Medellín con un gol de René Higuita de tiro libre. El partido de vuelta, en Buenos Aires, River Plate venció a Nacional 1-0, pero los verdes pasaron a la final mediante los penales. Disputó la final de Copa Libertadores frente al Gremio de Porto Alegre, en donde cayó 3-1 en el partido de ida jugado en Brasil. En el partido de vuelta, el resultado fue de 1-1 y el equipo del sur de Brasil se consagró campeón del certamen. En la Supercopa fue eliminado en cuartos de final por Independiente de Avellaneda.
En 1996 la Organización Ardila Lülle compró al club y se convirtió en el primer club de Colombia en tener un respaldo del mercado privado en el fútbol. En la parte deportiva llegó hasta octavos de final en la Supercopa Sudamericana. No clasificó a Copa Libertadores y tuvo un saldo negativo en el rentado nacional. En 1997, disputó la Copa Interamericana que debió haberse jugado en 1995, ante la renuncia del campeón de la Libertadores de 1995, el Gremio de Porto Alegre. Atlético Nacional, por ser el subcampeón de aquella Copa Libertadores, se enfrentó al Saprissa de Costa Rica, campeón de la Copa de Campeones de la CONCACAF 1995, en partido único, jugado en la casa de los ticos. Fue victoria para el verdolaga por 2-3, y se consagró campeón del certamen.
En 1999 Nacional alcanzó su séptimo título. En el Torneo Apertura quedó segundo con 36 puntos, en el Torneo Finalización quedó sexto luego del cambio de entrenador de Reinaldo Merlo a Luis Fernando Suárez. En los cuadrangulares semifinales le correspondió el grupo B, junto con Junior de Barranquilla, Cortuluá y Deportivo Pasto. Los resultados fueron: con Junior 1-2 y 2-1; con Cortuluá 4-3 y 3-2; y con el Deportivo Pasto 3-2 y 0-1; y así llegó a la final del Finalización ante el DIM. El primer partido quedó 0-0 y el segundo lo ganó Nacional 1-0. La final del año se disputó frente al América de Cali por ser este el ganador del Torneo Apertura. El primer partido en Cali finalizó 1-1 y el segundo partido jugado en Medellín finalizó 0-0. Nacional ganó 4-2 en la definición desde el punto penal. Esta fue la tercera vez que Atlético Nacional logró coronarse campeón frente al América de Cali.

### El primer bicampeonato y undécima estrella (2000-2011)
Atlético Nacional comenzó el año 2000 participando en la Copa Libertadores donde el club colombiano finalizó último del Grupo 4. Al mismo tiempo, en el torneo local los resultados no se dieron ya que quedó séptimo de la tabla general, y se quedó por fuera del cuadrangular final. En este año Nacional se coronó nuevamente como campeón de la Copa Merconorte, esta vez contra uno de sus rivales, Millonarios de Bogotá. En 2002 la Conmebol unificó las copas Merconorte y Mercosur para crear la Copa Sudamericana. En esa temporada, Atlético Nacional fue invitado para participar de la primera edición, allí dejó en el camino al América de Cali, Santiago Wanderers y Nacional de Montevideo para llegar a la final. En el partido de ida en Medellín, Atlético Nacional cayó goleado 0-4 con San Lorenzo de Almagro, el juego de vuelta finalizó 0-0 en Argentina.[cita requerida]
En el Torneo Apertura 2002 quedó subcampeón frente al América de Cali que consiguió su título número doce en ese momento.
El 2004 no hubo mayores satisfacciones para Nacional. Llegó a la final del Torneo Apertura contra su rival de patio, Independiente Medellín, en la primera final paisa de la historia del fútbol colombiano. El duelo de ida fue ganado por el rojo 2-1 con goles de Jorge Horacio Serna y Rafael Castillo. Edixon Perea descontó para Nacional. El juego de vuelta quedó 0-0, lo cual le dio el título a su rival de plaza. En el Torneo Finalización también consiguió llegar a la final contra Junior de Barranquilla. En el juego de ida en el Estadio Metropolitano, el equipo costeño ganó 3-0. No obstante, en la revancha, Atlético Nacional ganaba 5-1, ganando parcialmente el título con el marcador agregado de 5-4, pero faltando tres minutos para el final, el argentino Walter Ribonetto marcó el 5-2 alargando la final a definición por penales. Allí Juan Carlos Ramírez falló para Nacional, lo cual permitió a Martín Arzuaga marcar el penal decisivo que le dio la corona a Junior en el Estadio Atanasio Girardot, haciendo que la remontada fuera en vano.[cita requerida]
En el Torneo Apertura 2005, el club llegó a su tercera final consecutiva después de 6 años de espera se coronó campeón llegado a su octavo título profesional, al llegar a la final tercera final consecutiva para enfrentarse a Santa Fe, en la que empataron 0-0 en la ida en El Campín y luego en el partido de vuelta el verde ganó 2-0 en el Atanasio Girardot. En el segundo semestre de aquel año fue eliminado en octavos de final de la Copa Sudamericana y se quedó fuera de los cuadrangulares del torneo local.

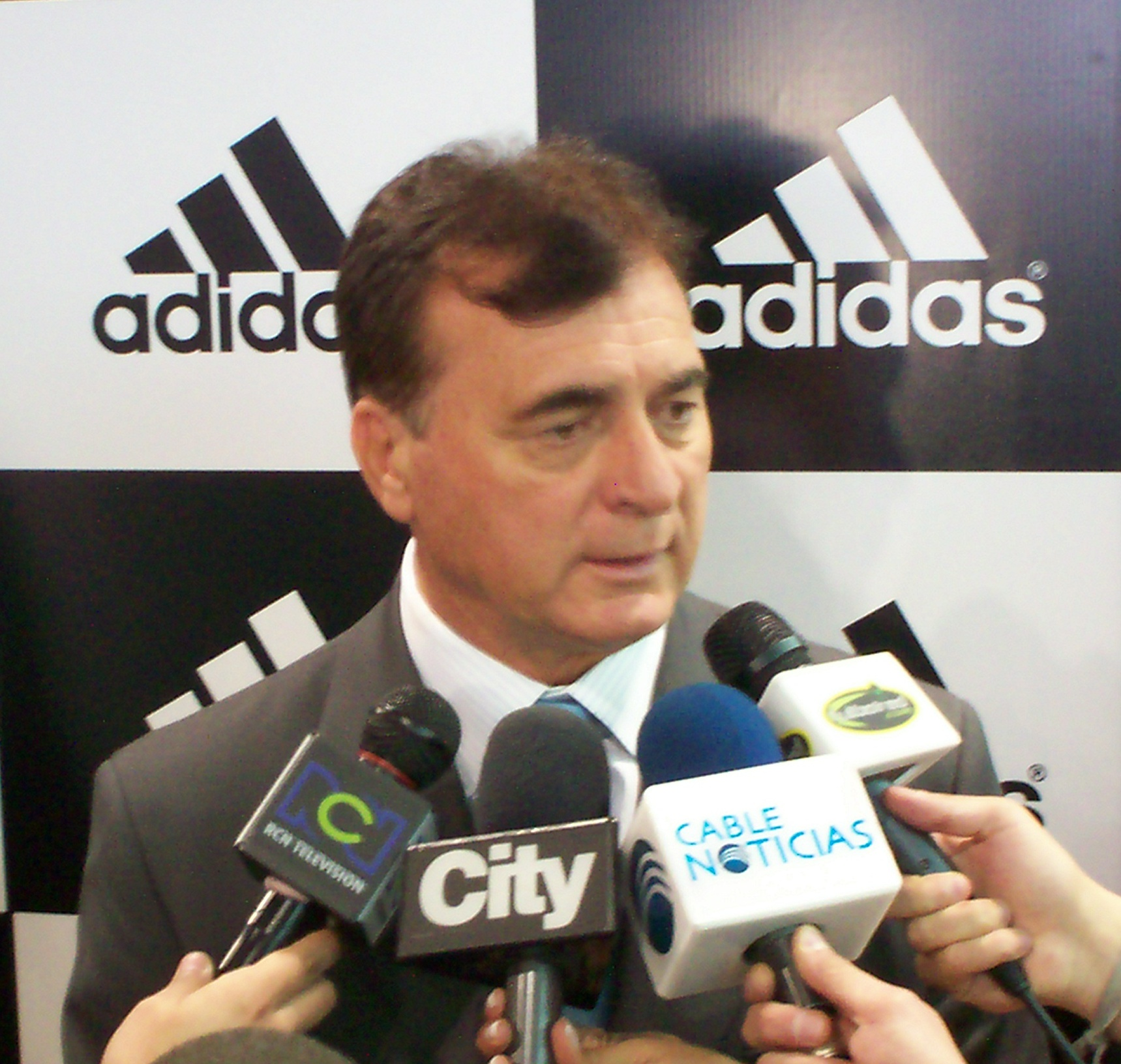
Oscar Quintabani, técnico que logró el primer bicampeonato en 2007.

En 2006 Nacional llegó hasta octavos de final de la Copa Libertadores, donde fue eliminado a manos de la Liga de Quito. En el torneo local llegó a los cuadrangulares, pero quedó tercero en su grupo, cumpliendo una pobre presentación. Ya en el torneo de segundo semestre, el club llegó a los cuadrangulares semifinales, pero se quedó en el camino hacia el título, después de perder dos partidos claves frente al Deportes Tolima, 1-0 en Ibagué y 1-2 en Medellín.
En 2007 Atlético Nacional consiguió el bicampeonato. En el Torneo Apertura superó en la final al Atlético Huila. El primer partido, disputado en el Estadio Guillermo Plazas Alcid de Neiva, el 13 de junio, finalizó 1-0 a favor de Atlético Nacional con gol de Carmelo Valencia. El segundo encuentro, jugado el 17 de junio, terminó 2-1 a favor del equipo antioqueño con goles del delantero Carmelo Valencia y el volante Diego Toro, para de esa forma obtener el título nacional por novena ocasión. En el Torneo Finalización ganó el décimo título local frente al recién ascendido La Equidad de Bogotá. El primer partido, disputado en el Estadio Nemesio Camacho El Campín de Bogotá, el 16 de diciembre, finalizó 3-0 a favor de Atlético Nacional con goles de Carmelo Valencia, Sergio Galván y León Darío Muñoz. El segundo encuentro, jugado el 19 de diciembre, en el Estadio Atanasio Girardot, terminó 0-0.
En 2008 bajó su rendimiento notablemente tanto en el torneo local como en la Copa Libertadores, pues en el Torneo Apertura quedó catorce y no pasó a las semifinales y en el Torneo Finalización quedó tercero en la fase regular pero en los cuadrangulares quedó último de su grupo con 4 puntos. En 2009 hizo su peor aparición en el torneo local al quedar en el puesto diecisiete en el Apertura, luego en el Finalización logró clasificar a los cuadrangulares finales, pero no obtuvo los resultados deseados.
En 2011 retornó a Nacional Santiago Escobar como director técnico. En el Torneo Apertura logró el undécimo título. Se encontró nuevamente en la final a La Equidad. En el encuentro de ida cayó 1-2, ya en Medellín, se repitió el mismo resultado pero a favor del verde, con goles de Dorlan Pabón y Carlos Renteria, el título se definió en los penaltis, dónde el arquero argentino Gastón Pezzuti se convirtió en figura al tapar tres de los cinco penales cobrados. En el Torneo Finalización no clasificó a fase de eliminación directa en una campaña irregular.

### La «Era Osorio» (2012-2015)
En 2012 la dirigencia del club invirtió más de 7,5 millones de dólares para la temporada. Los objetivos no se cumplieron y Nacional quedó eliminado en octavos de final de la Copa Libertadores que jugó contra Vélez Sarsfield de Argentina. En el torneo local no clasificó a los cuadrangulares, donde quedó duodécimo en la tabla de posiciones. El 3 de mayo fue anunciado Juan Carlos Osorio como nuevo director técnico luego de la salida de «Sachi» Escobar. En el inicio del segundo semestre, Nacional disputó la primera edición de la Superliga colombiana, en la cual superó por un amplio marcador en los dos partidos, 3-1 en la ida y 3-0 en la vuelta al Junior de Barranquilla. Tras el inicio del nuevo proceso con Osorio, Nacional obtuvo su segundo título en esta era, al ganar la Copa Colombia por primera vez ante el Deportivo Pasto por marcador global de 2-0 con goles de Fernando Uribe y Juan David Valencia. En el Torneo Finalización avanzó a los cuadrangulares semifinales en el quinto puesto, pero en el grupo quedó segundo con diez puntos con un saldo de tres partidos ganados, uno empatado y dos perdidos.
El 2013 fue un buen año para el equipo, el director técnico Juan Carlos Osorio continuó en la dirección del equipo verdolaga. En el Apertura, tras una buena campaña y haber quedado en el puesto 2, el equipo logró llegar a la final contra Santa Fe y obtuvo el título número 12 tras ganar en el global 2-0. Para destacar el hecho de que Nacional se convirtió en el primer equipo en la historia de los torneos cortos, que logró un título de visitante sin haber ganado de local el primer partido de la final. Para el Finalización, Atlético Nacional logró su segundo bicampeonato, se clasificó a la final contra el Deportivo Cali. Logró un nuevo título al ganar nuevamente 2-0 en el global, logrando su segundo Bicampeonato en torneos cortos en su historia. En la Copa Colombia llegó por segunda vez consecutiva a la final contra su histórico rival Millonarios, ganando su segundo título de Copa Colombia con un global de 3-2.
En 2014, el club inició la temporada jugando la Superliga contra el Deportivo Cali, el global terminó 2-2 y el equipo fue derrotado 3-4 desde el punto penal. En el 2014-I, Atlético Nacional logró su tercera final consecutiva por segunda la primera fue desde Apertura 2005 y ser el primer equipo colombiano en obtener el tricampeonato en torneos cortos, con una excelente actuación, llegó a la final contra el Junior. El partido de ida se jugó el 18 de mayo en el Estadio Metropolitano de Barranquilla, terminando 1-0 a favor del Junior. El partido de vuelta se jugó el 21 de mayo en el Estadio Atanasio Girardot. En un difícil partido Jhon Valoy hizo el gol de la victoria al minuto 90+2, el Verde logró empatar la serie 2-2, obligando a que el partido se definiera desde el punto penal, ganando 4-2 y logrando así su estrella número 14, así tomando revancha de la final perdida en el 2004-II. Franco Armani fue figura atajando dos penales a Sebastián Viera y Jhonny Vásquez. En la Copa Libertadores conformó el grupo 6 al que se le denominó «grupo de la muerte», ya que lo jugó con: Grêmio, Newell's Old Boys y Nacional de Montevideo. Terminó segundo con 10 unidades, pero fue derrotado en cuartos de final por Defensor Sporting de Uruguay. En el Finalización, lo más destacado fue la goleada sobre Millonarios 5 a 0 de local, con la anotación de los cinco goles en el segundo tiempo y así atribuirse la victoria más abultada sobre el equipo azul en la historia verdolaga. En la Copa Sudamericana, el equipo logró llegar a una final internacional después de 12 años y enfrentar a River Plate de Argentina, pero el global terminó 3-1 en contra, siendo subcampeón de la Copa Sudamericana por segunda vez.
El inicio del 2015 no fue el más esperado, el equipo quedó subcampeón por segunda vez consecutiva de la Superliga de Colombia al perder 3-2 en el global contra Santa Fe. En la Copa Libertadores conformó el Grupo 7, logró terminar primero y jugar los Octavos de final contra C. S. Emelec, pero cayó 1-2 en el global. En el Torneo Apertura hizo una campaña irregular, terminó sexto en la fase de todos contra todos, luego fue eliminado en cuartos de final por el Deportivo Cali 4-3 en el global. El 26 de mayo se confirmó la salida del técnico Juan Carlos Osorio, siendo el técnico más ganador en la historia del club hasta ese momento.

### La Era Rueda y la Copa Libertadores (2015-2017)

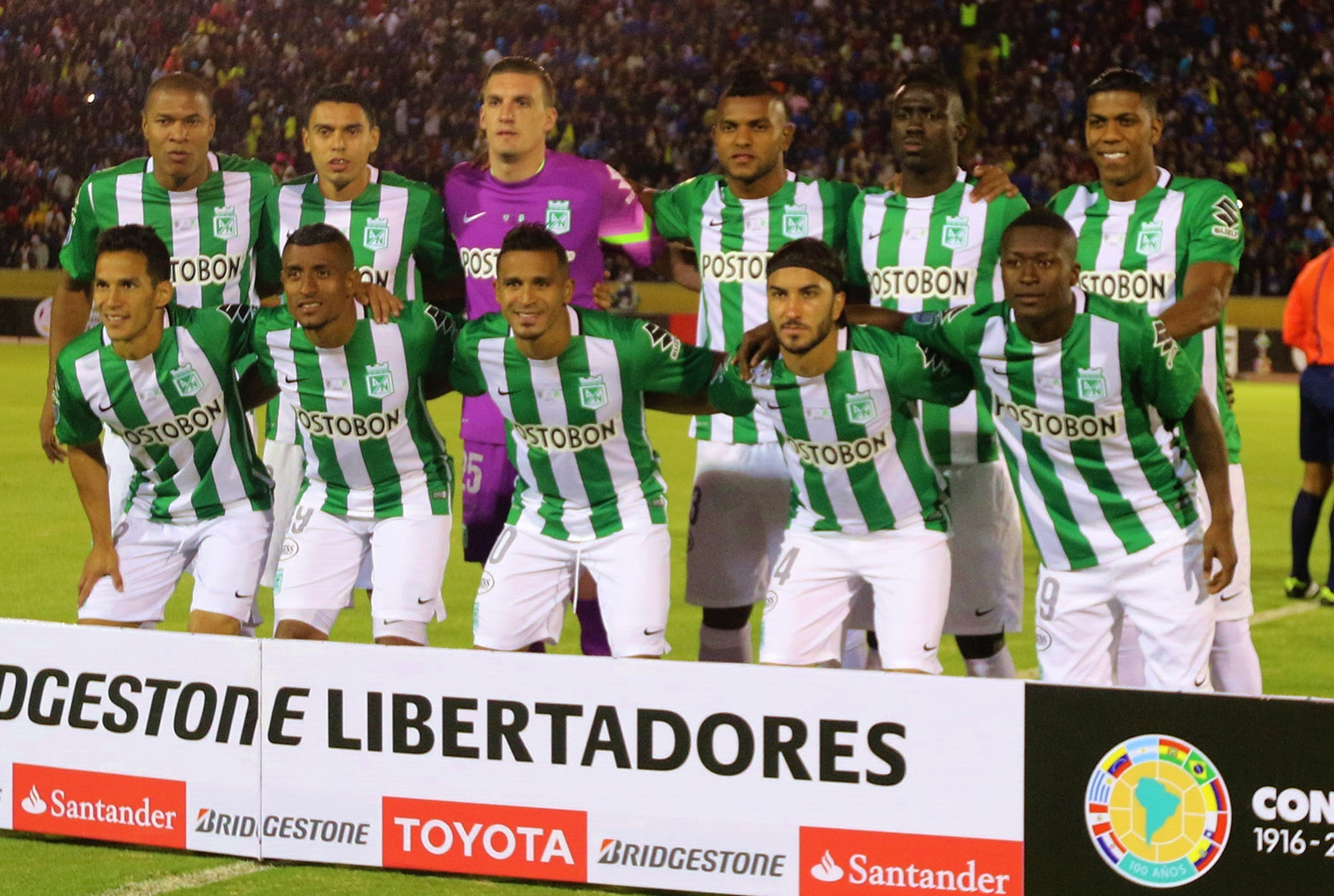
El equipo titular previo al juego de ida de la final de la Copa Libertadores.

Para la segunda mitad de 2015, llegó Reinaldo Rueda como nuevo director técnico del equipo, dirigiendo a Atlético Nacional en la Copa y en la Liga, en la primera solo jugó los octavos de final, pues fue eliminado por Junior 2-1 en el global y en La Liga el club realizó una buena campaña, en la fase de todos contra todos terminó líder con 45 puntos, ganando 14 partidos, perdiendo y empatando 3, en cuartos de final eliminó al Deportivo Cali por 3-1 en el global, en la semifinal eliminó al Independiente Medellín por 2-1 en el global y en la final enfrentó al Junior terminando el global 2-2 teniéndose que decidir el título desde el punto penal, así Nacional terminó campeón derrotando 3-2 al Junior en penales y logrando su estrella 15, convirtiéndose en el más ganador de la Categoría Primera A.
En 2016 Atlético Nacional inició la temporada ganando la Superliga al derrotar 5-0 al Deportivo Cali en el global. En el torneo apertura llegó hasta las semifinales, pero fue derrotado por el Junior de Barranquilla 2-4 desde el punto penal.
En la Copa Libertadores el club ocupó el grupo 4 junto con Peñarol, Sporting Cristal y Huracán, en esta instancia el club fue el mejor, terminando con 16 puntos de 18 posibles, cinco partidos ganados, uno empatado y cero goles en contra, su mejor fase de grupos en la historia. Nacional fue el mejor primero de la competición y en octavos derrotó a Huracán 4-2, en cuartos a Rosario Central 3-2 y en semifinales a São Paulo 4-1, (resultados globales), para así llegar a la final de Copa Libertadores, después de 21 años, contra Independiente del Valle de Ecuador. El 20 de julio se jugó el partido de ida en el Estadio Atahualpa, con un gran número de hinchas de Nacional, el partido terminó 1-1, anotando Orlando Berrío para los Verdolagas y Arturo Mina para Independiente del Valle. El 27 de julio el equipo se jugó el partido de vuelta en el Estadio Atanasio Girardot. Nacional derrotó a Independiente del Valle por 1-0 con gol de Miguel Borja al minuto 9 coronándose campeón de América por segunda vez en su historia luego de 27 años. De esta forma el equipo quedó clasificado para la Copa Mundial de Clubes 2016 y la Recopa Sudamericana 2017. Su último campeonato lo logró el 17 de noviembre de 2016 frente a Junior en la ciudad de Barranquilla, tras ganarle ambos compromisos, estos por Copa Colombia y quedar un global de 3-1 completando así 26 títulos.
El 28 de noviembre de 2016, el avión que transportaba al equipo brasileño Chapecoense, que se dirigía a disputar la final de la Copa Sudamericana 2016 contra el verde de la montaña, sufrió un accidente en las cercanías del municipio de La Unión (Antioquia), en el que fallecieron 71 personas, entre ellos la casi totalidad del plantel de futbolistas del club. Debido a ello, la Conmebol decidió suspender todas sus actividades oficiales, incluyendo la final del torneo, de forma indefinida. Posteriormente, el 5 de diciembre, el organismo de la Conmebol declaró campeón del certamen a Chapecoense con todas las prerrogativas y honores, al equipo siniestrado, por expresa solicitud del otro finalista de entregarle el título al equipo brasileño como laurel honorífico y a modo de homenaje póstumo. Así mismo, otorgó al cuadro verde, por única vez y en razón de su gesto, el premio «Centenario Conmebol al Fair Play».
En la Copa Mundial de Clubes 2016 logró el tercer lugar ante el América de México, ganando en la definición por penales, tras empatar 2-2. El 10 de mayo de 2017 Nacional logró ser el primer campeón para Colombia de la Recopa Sudamericana, se disputó entre el campeón de la Copa Libertadores 2016, Atlético Nacional y el campeón de la Copa Sudamericana 2016, Chapecoense. El partido de ida, jugado en Chapecó, terminó 2-1 a favor de Chapecoense, aunque en el juego de vuelta, en Medellín, Atlético Nacional ganó 4-1 y el global terminó 5-3 a favor del equipo Verdolaga.
En el torneo apertura 2017 el club rompió su propio récord de puntos en torneos cortos con un acumulado de 49 puntos, el anterior de 45. En los play-off de la liga eliminó a Jaguares con un global de 6-3 y a Millonarios con un global de 1-0. En el primer partido de la final frente al Deportivo Cali perdió por un marcador de 2-0 en la ciudad de Cali. En el partido de vuelta en Medellín remontó con un 5-1 (global 5-3), quedándose con la liga y ganando su estrella número 16. En esa liga solo perdió 2 partidos, ante Independiente Medellín, y Deportivo Cali.

### Era post-Rueda y altibajos (2018-actualidad)
En 2018 Atlético Nacional cayó en la Superliga 1-2 ante Millonarios y en el Torneo Apertura 2018 cayó en la final de vuelta 1-2 (2:4 por penales) ante el Deportes Tolima, algo que no le pasaba al equipo verdolaga desde el 2004-II al caer ante Junior. El equipo logró salir campeón de la Copa Colombia al derrotar a Once Caldas. En la Copa Libertadores 2019 cayó en la segunda fase ante Libertad por penales por 5-4 después del empate por 1-1, pero pudo disputar la Copa Sudamericana 2019, en donde cayó en la segunda fase ante Fluminense en la segunda fase por un global de 4-2, perdiendo 4-1 en la ida, y 1-0 en la vuelta.
Para el segundo semestre de 2019 vuelve al club Juan Carlos Osorio tras los éxitos conseguidos con el equipo entre 2012 y 2015, en 2020 después de la reanudación del torneo por el covid 19 la eliminación de la Copa Sudamericana ante River Plate de Uruguay empatando 1-1 en la ida y cayendo 3-1 en la vuelta y el discreto desempeño en el torneo local hicieron que Osorio dejara de ser el técnico del equipo. 
El 3 de noviembre de 2020 el club anunció a Alexandre Guimarães como el nuevo técnico, en la apertura 2021 clasificó a los playoffs finales como líder del todos contra todos con 34 puntos quedando eliminado en cuartos de final a manos de la Equidad tras perder la ida 1-0 como visitante y empatar a 2 goles como local. En La Copa Libertadores clasificó a la fase de grupos tras vencer a Club Libertad y  Club Guaraní en las fases 3 y 2 respectivamente, en la fase de grupos compartió grupo con Nacional de Uruguay, Argentinos Juniors y Universidad Católica de Chile. Debutó ante el equipo chileno jugando en Pereira, ganando 2-0, sin embargo no sumó más victorias, (perdiendo sus 2 partidos con Argentinos, empatando sus 2 partidos contra Nacional de Uruguay, y perdiendo el restante con la Universidad Católica). El equipo terminó último de su grupo con 5 puntos, después de la eliminación, Guimaraes fue cesado del cargo.
Alejandro Restrepo quien se encontraba con la sub-20 asume el mando del equipo y clasifica a los cuadrangulares finales del torneo clausura como primero del todos contra todos con 42 puntos, pero quedando tercero de su cuadrangular detrás de Junior de Barranquilla y Deportivo Cali quien sería el finalista, se destaca el título de la Copa Colombia obtenido luego de vencer en la final al Deportivo Pereira, ganando 5-0 el partido de ida en el Atanasio y perdiendo el partido de vuelta 1-0 para un global de 5-1, ganando así Nacional su quinto trofeo de esta competencia.
En 2022 bajo el mando de Hernán Darío Herrera el equipo lograría su estrella 17, el verde se clasificó para los cuadrangulares del torneo apertura como tercero del todos contra todos con 36 puntos, ocupó el cuadrangular A junto a Millonarios, Junior de Barranquilla y Atlético Bucaramanga terminando primero de su grupo con 12 puntos y clasificándose para la final en la que vencerían al Deportes Tolima 3-1 en la ida en el Atanasio Girardot perdiendo la vuelta 2-1 en el Estadio Manuel Murillo Toro pero superando a su rival en el global 4-3, ganando así su título de liga número 17, y clasificándose para la Copa Libertadores 2023. El 13 de octubre de 2022 el club anunció a Paulo Autuori como nuevo técnico en propiedad quien ya había dirigido al equipo en 2019.
En 2023 el club disputa el título de la Superliga frente al Deportivo Pereira campeón del segundo semestre de 2022, el verde se quedaría con la serie tras ganar 0-1 en la ida y 4-3 en la vuelta obteniendo su tercer trofeo de la competición. En la Copa Libertadores de 2023, le tocó en el grupo H junto a Patronato, Melgar y Olimpia. El 5 de abril debutó contra Patronato en condición de visitante, comenzando perdiendo desde el minuto 2, sin embargo en la etapa final del partido, Dorlan Pabón, apareció con un doblete para terminar ganando en el debut de Copa Libertadores 2-1. El 20 de abril jugando desde el Estadio Metropolitano Roberto Meléndez, (debido a disturbios de la barra "los del sur", unos días antes en el Atanasio Girardot), logró vencer nuevamente en la Copa Libertadores, esta vez ante Melgar, con un triplete de Dorlan Pabón, el partido al final terminó 3-1. El próximo partido, por Copa Libertadores, el 2 de mayo, ya jugando en el Atanasio Girardot, empató 2-2 ante Olimpia, con goles de Dorlan Pabón, y Cristian Castro Devenish, los goles del equipo paraguayo los hizo Fernando David Cardozo, y Facundo Bruera. El 7 de mayo por el Torneo Apertura 2023 (Colombia), clasificó a los 8, tras ganarle a Boyacá Chicó, por 3-1. Compartió grupo en el cuadrangular A con Alianza Petrolera Águilas Doradas y Deportivo Pasto. El verde clasificó a la gran final con un gol de Jarlan Barrera en tiempo de reposición en la fecha 6 del cuadrangular frente al Deportivo Pasto en el Atanasio Girardot. En la final se vio las caras con su clásico rival Millonarios, tras una pálida final tanto en la ida como en la vuelta y el empate global 1-1, el título se definió por penales, perdiendo la tanda el equipo verdolaga con un total de 3-2. En la copa Libertadores Nacional clasificó anticipadamente a los octavos de final tras vencer 0-1 a Melgar de Perú con un gol de Danovis Banguero por la fecha 4 de la fase de grupos.
El jueves 6 de julio de 2023, el entrenador de Nacional Paulo Autuori renunció a la dirección técnica del equipo tras constantes cuestionamientos por parte de los hinchas y desacuerdos con la junta directiva. El 5 de julio el club conoció su rival en los octavos de la Libertadores, siendo este Racing de Avellaneda. Contra éste, logró ganar el partido de ida en Medellín por 4 a 2, pero perdió por 3 a 0 en el Cilindro, quedando eliminado del certamen.
El segundo semestre de 2024 el cuadro antioqueño logró el campeonato del 2024-II al igual que la Copa Colombia 2024 bajo el liderato del mexicano Efrain Juarez. Luego de que el director técnico mexicano renunciara el 14 de enero y Javier Gandolfi asumiera como técnico en propiedad, el club verdolaga se impuso ante el Atlético Bucaramanga en la Superliga de Colombia 2025, consiguiendo su título número 36, por ende el verde de la montaña se convierte en el actual campeón vigente de todas las competencias futbolísticas profesionales de Colombia.

## Rivalidades

### Rivalidad con Independiente Medellín: Clásico Paisa
Es el partido que enfrenta a los dos principales equipos del Valle de Aburrá y propiamente los únicos clubes profesionales de la ciudad de Medellín: Atlético Nacional e Independiente Medellín. Es uno de los clásicos tradicionales del fútbol colombiano. El primer clásico que se disputó en la historia entre ambos equipos fue el 12 de septiembre de 1948 y la victoria se la llevó el Independiente Medellín superando al que en el momento se denominaba Atlético Municipal, 3–0, en el marco del primer campeonato disputado en Colombia. Como hecho destacado está que las dos instituciones se unieron para no desaparecer a finales de la década de los cincuenta, bajo el nombre extraoficial de «Independiente Nacional», que fue utilizado por los jugadores, sin embargo, nunca apareció en las planillas oficiales. Esta alianza solo duró un año y hasta la fecha ha sido la única vez en que los dos equipos rivales de la ciudad se han unido.
Los dos clubes se han encontrado de forma directa o han definido situaciones especiales entre ellos en la consecución de títulos nacionales. En 1955 lucharon mano a mano el torneo colombiano, pero fue Independiente Medellín quien se llevó el primer puesto luego de 27 fechas. En 1994, con un gol agónico de Juan Pablo Ángel, Atlético Nacional se coronó campeón de Colombia cuando disputaban la última fecha del cuadrangular final. Para 1999, el equipo verde doblegó 1-0 a Independiente Medellín logrando así disputar la gran final de ese año contra el América de Cali que a la postre ganó Nacional.[cita requerida] La última gran definición por un título se disputó en la final del Torneo Apertura 2004, donde Nacional perdió el título luego de perder el juego de ida 1-2 y en el de vuelta empatar 0-0.[cita requerida]
El máximo artillero de Nacional y en total de los clásicos es Víctor Aristizabal con 19 goles, luego están John Jairo Tréllez con 14 anotaciones y Gustavo Santa con 11. El jugador con más presencias es Alexis García con 51 partidos jugados.

### Rivalidad con Millonarios: Superclásico del Fútbol Colombiano

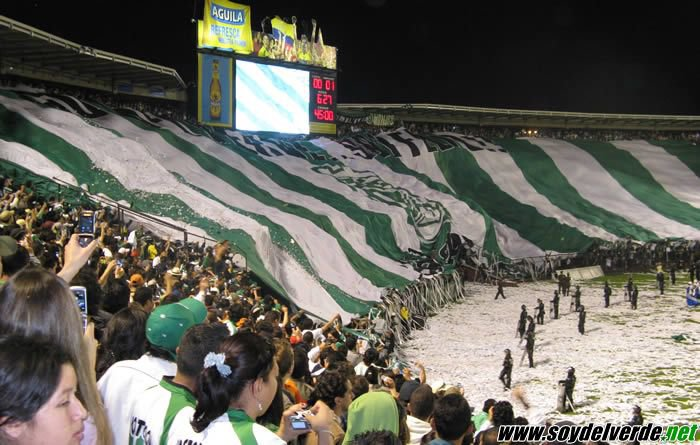
«Los Del Sur» en el Estadio Nemesio Camacho El Campín en Bogotá.

Es uno de los clásicos más importantes del fútbol colombiano, ya que enfrenta a los dos clubes con más títulos en Colombia. Estos dos clubes se enfrentaron por vez primera en el campeonato de Primera División el domingo 4 de octubre de 1948 en el estadio El Campín, allí ganó el equipo antioqueño 4-3.
Aunque se enfrentaron desde el inicio del profesionalismo en Colombia, la rivalidad data desde finales de la década de los 70' cuando los dos luchaban codo a codo los campeonatos colombianos. A mediados de los ochenta los dos clubes se disputaron varios fichajes de jugadores como Ricardo «Chicho» Pérez, Leonel Álvarez, Luis Carlos Perea y Gildardo Gómez.[cita requerida] En la Copa Libertadores de 1989 la rivalidad nació después de la eliminación del club bogotano en cuartos de final a manos de Atlético Nacional y que fue campeón más tarde.[cita requerida]
En los noventa, exactamente durante la Copa Libertadores 1995, pareció repetirse la historia, pues Nacional volvió a eliminar a Millonarios en cuartos de final, pero esta vez el equipo Verde quedó subcampeón del torneo. Luego, por la Copa Merconorte, se encontraron en fases decisivas, primero en 1998 cuando nuevamente Nacional eliminó a Millonarios y ganó el torneo, y en el 2000 en donde disputaron la final, que una vez más ganó Atlético Nacional, en el Torneo Apertura 2006 ambos equipos Atlético Nacional y Millonarios jugaron en el mismo cuadrangular junto a los equipos Deportivo Pasto que después quedó campeón de la Categoría Primera A ante el Deportivo Cali y Cúcuta Deportivo que había ganado el Torneo de Ascenso en la Temporada 2005 y había regresado después de ocho años de su descenso en el Campeonato colombiano 1996-97. Se enfrentaron en la Copa Sudamericana 2007, y fue Millonarios quien avanzó a los octavos de final luego de ganar la serie por un marcador global de 3-2. Se enfrentaron nuevamente en la final de la Copa Colombia de 2013,
a favor Atlético Nacional y esta vez Atlético Nacional se llevó el título derrotando a Millonarios 3-2 en el global.
En el 2016-II Nacional cayó con los suplentes 2-1 ante Millonarios en el partido de ida en el Estadio El Campín con polémico arbitraje que le dio el triunfo a los azules, en el partido de vuelta Nacional derrotó 3-0 a Millonarios en el Estadio Atanasio Girardot con toda su nómina que no pudo disputar la final de Sudamericana por el Accidente aéreo que sufrió el equipo Chapecoense dejando un saldo de 71 víctimas fatales y 6 sobrevivientes.
En el año 2018, se enfrentarían en la final que enfrenta al campeón de Liga y de copa, disputando la Superliga de Colombia en doble partido, donde Millonarios obtendría el título en el Estadio Atanasio Girardot.
La última final en la que se encontraron fue en la del Torneo Apertura 2023 (Colombia); oportunidad en que Millonarios obtuvo el título derrotando a Atlético Nacional por definición en tiros desde el punto penal en el partido de vuelta.
El máximo goleador de Nacional en estos encuentros es Víctor Aristizabal con 13 goles.[cita requerida]

### Rivalidad con América de Cali: Clásico Popular
Es uno de los clásicos destacados del fútbol local. La importancia de este encuentro, tuvo sus inicios a finales de los años ochenta. El primer encuentro data de 1948 cuando el equipo caleño le ganó 3-0 al equipo verdolaga.
Entre los dos clubes hay más de 15 enfrentamientos en finales, y precisamente el primer título de Atlético Nacional en 1954 fue en Palmira, al consagrarse en el último partido del campeonato 6-2 en el Estadio Francisco Rivera Escobar ante el América. Otro enfrentamiento de esta naturaleza fue en 1981 cuando el partido tomó un verdadero ambiente de clásico, pues Nacional se consagró campeón frente al América en el estadio Atanasio Girardot logrando su cuarta estrella. En los noventa la rivalidad se convirtió en todo un clásico del fútbol colombiano, pues los dos lograron tres títulos en este período y eran permanentes sus encuentros en copas internacionales. En 1990 y 1992, América se consagró campeón y dejó a Atlético Nacional subcampeón y en 1991 y 1999 se produjo lo contrario, ya sea por enfrentamientos directos o por posición en los cuadrangulares. Por torneos continentales, los enfrentamientos siempre fueron parejos, pero solo una vez se dio la eliminación directa entre ellos y fue en la Copa Libertadores de 1991 cuando Nacional eliminó al América en cuartos de final con un marcador global de 2-0.[cita requerida]
En 2002, América se coronó campeón del Apertura venciendo en la final a Atlético Nacional y dando la vuelta en el estadio Atanasio Girardot. Igualmente se volvieron a encontrar ese mismo año pero en Copa Sudamericana, donde Atlético Nacional pasó a cuartos de final luego de vencer al América con un resultado global de 3-1.[cita requerida] En el Torneo Apertura 2006, Atlético Nacional goleó 6-0 al América de Cali en la última fecha del todos contra todos del Apertura en Medellín y lo eliminó de toda opción de llegar a los cuadrangulares semifinales. Durante los cuartos de final de la liga 2020, América goleó 3-0 a Nacional en el Atanasio Girardot para un global de 4-2 a favor del equipo caleño, eliminando así al equipo paisa de la posibilidad del título.
El máximo goleador de Atlético Nacional en estos encuentros es Víctor Aristizabal con 14 goles.[cita requerida]
Es el clásico más parejo del fútbol profesional colombiano, hasta el 24 de octubre de 2021 se han enfrentado 267 veces para un saldo de 95 victorias verdes, 93 derrotas y 79 empates.
El 16 de abril de 2023, en el Estadio Atanasio Girardot, se presentaron disturbios, por parte de la barra brava de Nacional (Los Del Sur), debido a que Nacional les cancelo los beneficios económicos, por eso el partido se suspendió, y Nacional tuvo que jugar sus siguientes 2 partidos, (ante Melgar (por Copa Libertadores), y ante Unión Magdalena (por Liga)), sin público.
Además el partido se repusó el 4 de mayo, sin público, donde Nacional venció 2-1 al América de Cali.

## Símbolos

### Escudo
Escudos del Club
| Evolución del escudo | Evolución del escudo | Evolución del escudo | Evolución del escudo | Evolución del escudo | Evolución del escudo | Evolución del escudo | Evolución del escudo |
| -------------------- | -------------------- | -------------------- | -------------------- | -------------------- | -------------------- | -------------------- | -------------------- |
| 1935-1946            | 1947-1950            | 1950-1953            | 1954-1988            | 1989-1993            | 1994-1995            | 1996-1999            | 2000-Presente        |
|                      |                      |                      |                      |                      |                      |                      |                      |

El escudo está conformado por un campo rectangular alargado verticalmente de color blanco, enmarcado por un borde verde; en el centro lleva un cuadrado dividido diagonalmente en dos áreas, una verde y una blanco con las letras «A» y «N», las iniciales del nombre del club, el escudo termina en un triángulo invertido. A lo largo de la historia ha tenido varios diseños de escudos, similares en su estructura pero con algunos detalles diferentes.
El escudo que dio a conocer al club internacionalmente, era con una torre, una base más ancha, ambos triángulos separados por un espacio en blanco, la frase tenía un estilo de letra diferente y el triángulo derecho también terminaba en punta hacia abajo. A inicios de los noventa, el escudo sufrió su última modificación, se optó por una torre más ancha compuesta por siete bloques divididos en tres filas, intercambiando los colores de relleno verde y blanco, la base conservó su cuadro y cierre al final; los triángulos fueron igualmente modificados, quedaron dos triángulos rectángulos, separados por una barra verde, el triángulo izquierdo pasó a la tonalidad de relleno verde con la letra «A», mientras el derecho blanco con la letra «N».[cita requerida]

### Bandera

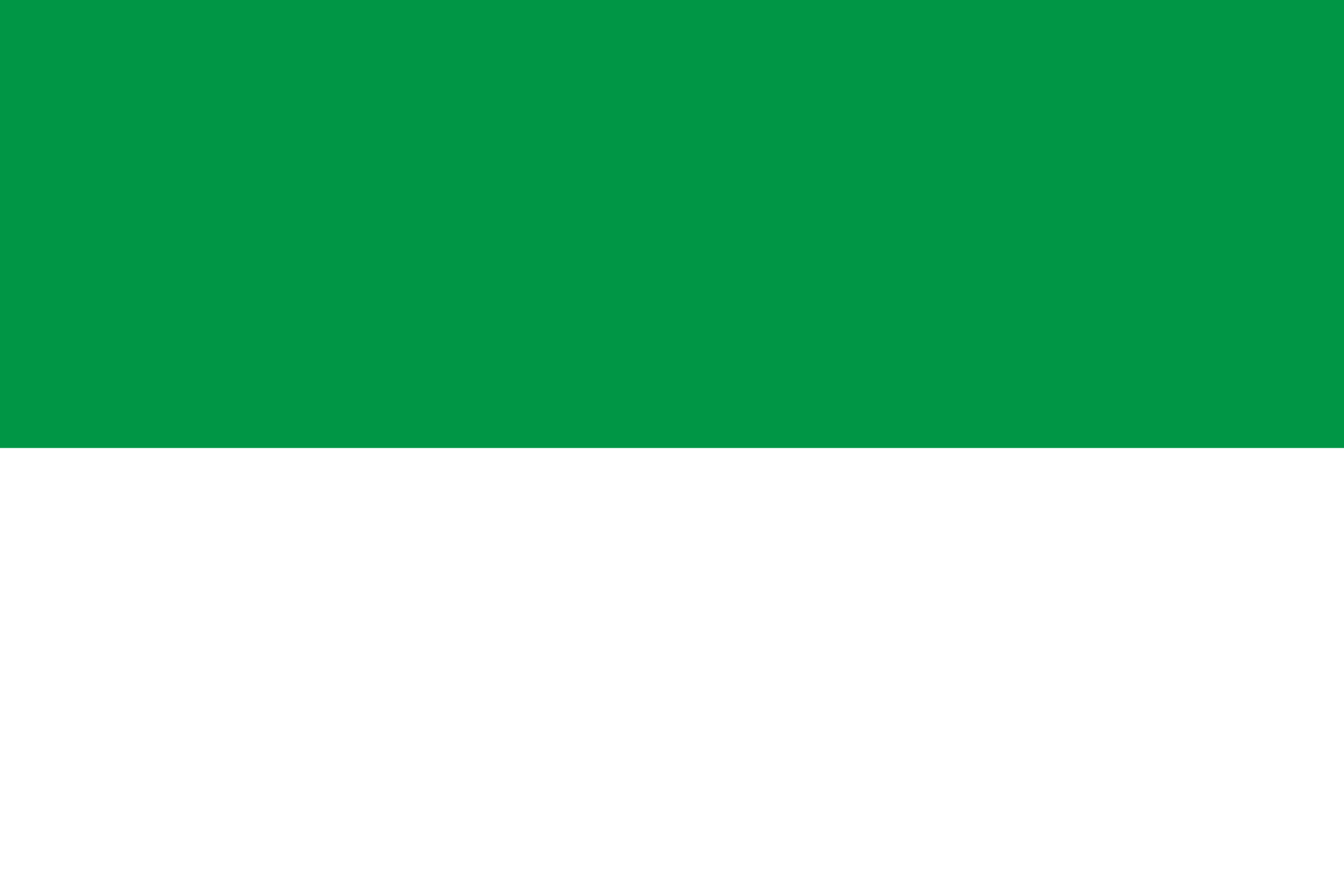
Bandera Oficial de Atlético Nacional

La Bandera de Atlético Nacional está conformada por dos colores, el verde y el blanco. Contrario a la Bandera del Departamento de Antioquia que usa sus colores blanco arriba y verde abajo, la bandera oficial del cuadro Atlético Nacional tiene dos franjas horizontales como la de Antioquia, de igual tamaños ambas franjas, pero arriba el verde y abajo el blanco. Ambos colores tienen una serie de connotaciones especiales. El verde es la representación de la esperanza, es el color de la naturaleza pero por sobre todo el color de las montañas antioqueñas, la región de donde orgullosamente proviene Atlético Nacional. El blanco es la paz, la claridad, la honestidad y representa también la libertad. Juntos, el verde y el blanco, son los tonos de Antioquia que Atlético Nacional representa con éxito y con orgullo en Colombia, Sudamérica y el mundo.

### Himno
Normalmente las insignias del equipo están más asociadas a los símbolos del departamento de Antioquia, aunque se destaque que sea un club de índole nacional. Es así que el himno oficial de Atlético Nacional, compuesto por Jorge León Ramírez, no es muy conocido dentro de los hinchas, pues la mayoría de veces se entona el Himno Antioqueño, incluso sus hinchas frecuentemente cambian el fragmento final del texto que dice: «Oh Libertad, Oh Libertad» por «Oh Libertad, ¡Oh Nacional!». También es costumbre escuchar entre la hinchada la canción «Pregón Verde», compuesta por el músico Abraham Núñez Narváez, la cual tomó popularidad luego de la obtención de la Copa Libertadores en 1989.

Diseño (año 2012) y peluche de "Nacho" (año 2015), la mascota oficial del Club Atlético Nacional.

### Mascota
La mascota de Atlético Nacional es un simpático tigre a rayas verdes y negras llamado Nacho, quien siempre acompaña al equipo con la camiseta del club. Se dice que esta popular mascota fue inspirada en un mito paisa que habla sobre los tigres que rondaban a los ancestros antioqueños en sus jornadas de trabajo en las montañas. Según el club, el tigre también simboliza la energía, fiereza, combatividad, agilidad, fuerza y coraje.

## Indumentaria
El verde y el blanco han sido los colores insignia del uniforme de Atlético Nacional en toda su historia. El negro también es usado, pero en menor proporción, y sobre todo para la indumentaria de visitante, al igual que otros tonos de verde más claro. 
Estos colores fueron elegidos recordando los colores del departamento donde nació el club, el Departamento de Antioquia, que a su vez también son los de su capital respectiva, Medellín. Antes del profesionalismo y cuando el club era conocido como Unión F.B.C., el uniforme con el que jugaban los compromisos en la segunda categoría de la Liga Antioqueña de Fútbol era de camiseta blanca y pantaloneta roja. Luego con la alianza de Unión y el Indulana se utilizó el rojo y el verde en mitades que dividían el uniforme, siendo la pantaloneta y las medias todavía rojas. Posteriormente el club se alejaría del color rojo, color que identifica a su rival de patio, el DIM.
|  | 1935 (Unión F. B. C.) | (Ver evolución) | 2025 |  |

## Infraestructura

### Estadio

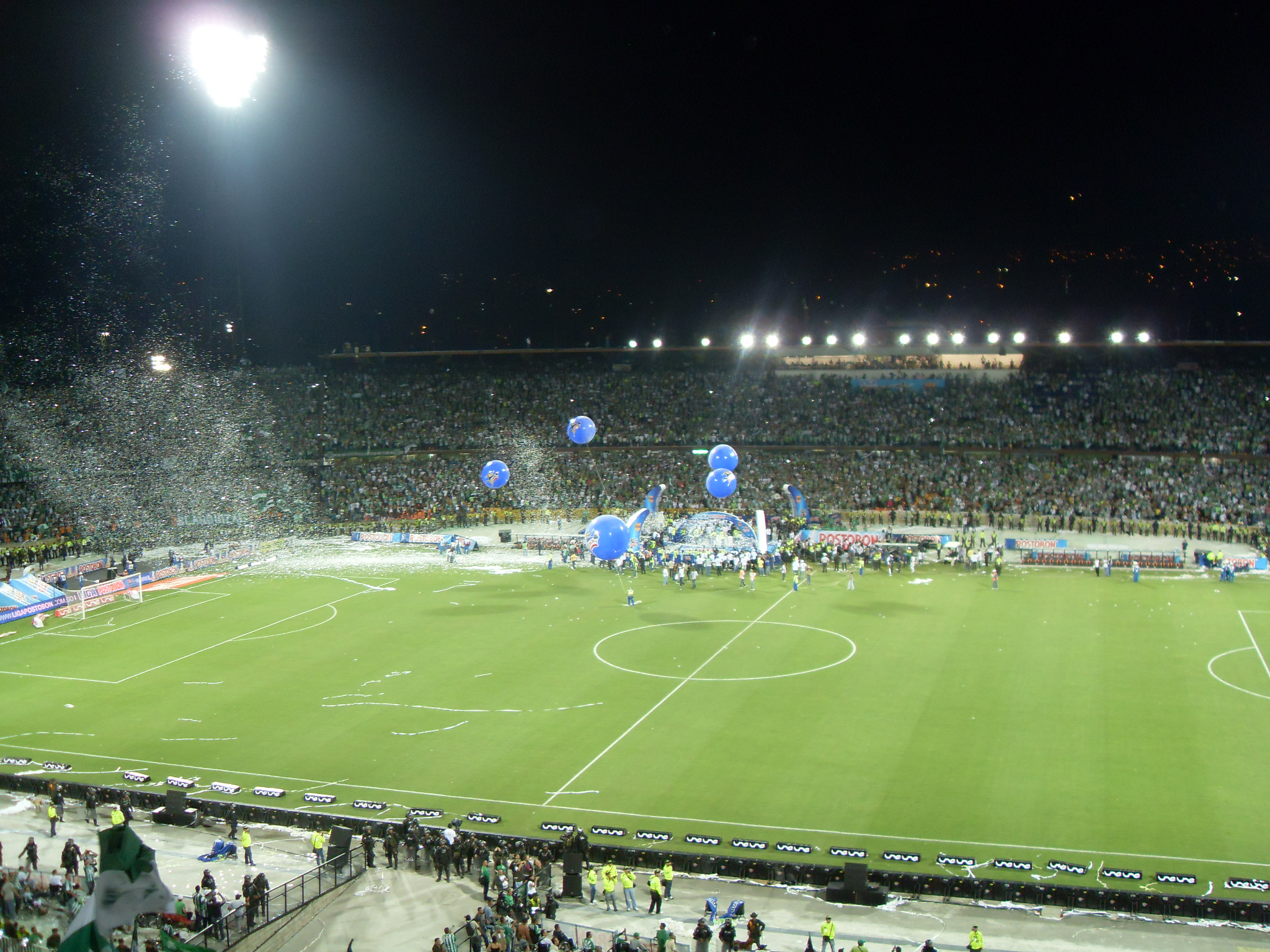
Momento en el que se realiza la premiación, luego de ganar el Apertura 2011.

Atlético Nacional juega en el Estadio Atanasio Girardot, el cual es propiedad de la Alcaldía de Medellín y es compartido con el Deportivo Independiente Medellín, dicho escenario está ubicado en el occidente de la ciudad y que cuenta con una capacidad de 45.000 espectadores, todos sentados. Fue inaugurado el 19 de marzo de 1953 en el marco de un cuadrangular entre Nacional, Alianza Lima de Perú, Flamengo de Brasil y Deportivo Cali. El primer partido en el nuevo estadio fue disputado entre Atlético Nacional y Alianza Lima con un empate 2-2.
Antes de la construcción del estadio y cuando existía todavía Unión F. B. C. en 1935, los partidos que jugaba en la Liga Antioqueña de Fútbol eran en el campo de fútbol del Hipódromo Los Libertadores, donde en la actualidad se ubica el barrio San Joaquín. Luego, en 1948, con la creación del Fútbol Profesional Colombiano, Atlético Municipal jugó su primer partido profesional en el hipódromo-estadio San Fernando de Itagüí hasta 1952 cuando dejó de jugar allí.[cita requerida]
El club ha disputado seis finales del campeonato colombiano en este estadio, de las cuales ha ganado cuatro y perdido dos, también disputó la final de la Copa Libertadores 1995, la final de la Copa Sudamericana 2002, la final de la Copa Interamericana 1990, la final de la Copa Merconorte 1998 la final de la Copa Merconorte 2000 y la final de la Copa Libertadores 2016.
En varias ocasiones Atlético Nacional tuvo que jugar fuera del Atanasio Girardot, como en 1989 cuando se jugó la final de la Copa Libertadores 1989 en Bogotá, en el Estadio Nemesio Camacho El Campín, debido a que el Estadio Atanasio Girardot, de Medellín, en esa época no poseía la capacidad mínima que pedía la Conmebol para albergar un partido de esa categoría, en la década de los noventa cuando la Confederación Sudamericana tras un partido de la Copa Libertadores 1990 sancionó a Nacional, excluyéndolo de varias competiciones internacionales y suspendiendo la plaza, el equipo Verdolaga tuvo que jugar en Miami, San Cristóbal (Venezuela) y Santiago de Chile. También en el transcurso del Apertura 2011 jugó en Envigado, Itagüí y Cúcuta debido a sanciones y mejoras del estadio donde actuaba naturalmente.

### Instalaciones
- Sede administrativa: está ubicada en el municipio de Itagüí, al sur del Valle de Aburrá. Allí se encuentran la presidencia, las gerencias, el departamento de comunicaciones y la dirección de las divisiones menores. También se cuenta con un gimnasio alterno, en donde se inician las pretemporadas y también trabajan jugadores lesionados en su proceso de recuperación, igualmente es el centro administrativo del club.[191]

- Sede Deportiva: está ubicada en Guarne, Antioquia. Se inauguró la primera parte el 8 de junio de 2010 con una inversión de nueve mil millones de pesos, siete mil millones de pesos en las canchas y las construcciones previas y dos mil millones más en la compra de los terrenos. Tiene un área de 81 777 metros cuadrados, que dispone de tres canchas para la práctica de fútbol, una de grama de 110 m por 70 de ancho, otra con las mismas medidas pero en campo sintético y otra de 90 por 60 metros, para trabajo en espacio reducido, donde pueden trabajar a la misma hora 200 jugadores, un gimnasio para 35 personas, camerino para otras 40, salón de fisioterapia, zona húmeda, lavandería, sede administrativa y sala de prensa para 30 periodistas con todas las facilidades de comunicación.[192] La segunda parte tiene una zona para el hospedaje de los jugadores durante las concentraciones, un restaurante, otra cancha de fútbol con medidas reglamentarias y una zona para el entrenamiento de los arqueros.[193]

- Centro de Alto Rendimiento: está ubicado en Guarne, Antioquia. Fue inaugurado oficialmente el 31 de enero de 2017, proyectado desde octubre de 2014, con una inversión cercana a los 11 000 millones de pesos, con un área total de 3.200 metros cuadrados cuenta con una cancha de medidas reglamentarias, una cancha sintética, gimnasio, zona de masajes y recuperación, zona húmeda con dos jacuzzi y una piscina de hidromasaje, camerinos, consultorios médicos, zona de entretenimiento y oficinas, que complementarán los demás espacios con los que ya cuenta la sede campestre ubicada en el oriente antioqueño.[194][195]

- Sede San Cristóbal: ubicada en el sector de San Cristóbal. En esta sede se realizaban las concentraciones antes de la inauguración de la actual. Cuenta con una cancha de medidas profesionales, una para el espacio reducido, otra para el entrenamiento de porteros, además de dos casas para el hospedaje de los futbolistas.[196]

- Tiendas verdes: es una cadena de locales donde se realiza la comercialización de indumentarias oficiales y toda clase de recuerdos relacionados con el club. Actualmente, existen 11 sucursales: Edificio Coltejer, bajos tribuna Sur del Estadio Atanasio Girardot, centro comercial El Tesoro, centro comercial Puerta del Norte,[197] Centro Comercial Los Molinos, Centro Comercial Mayorca, en el municipio de Apartadó en el centro comercial Nuestro Urabá, además del servicio Tienda Verde Virtual.

### Museo
Atlético Nacional posee su propio museo, inaugurado el 9 de noviembre de 2014. Está ubicado en el Coliseo de Lucha de la Unidad Deportiva al interior del estadio Atanasio Girardot.
Está compuesto de cuatro salas principales. Donde se encuentran, trofeos como las 17 estrellas, las 2 Copa Libertadores y otros ganados por el club; camisetas utilizadas por los ídolos del Club, muestra de vídeos de partidos históricos y fotografías de los más de 75 años de historia del equipo.
El museo termina con una zona dedicada a los uniformes utilizados por el equipo a lo largo de los años. Aquí, podrán verse las camisetas que ha utilizado el equipo desde 1947 hasta la más reciente, la camiseta actual. Aquí también se podrán ver “Las Clásicas” como las de los títulos de Copa Libertadores 1989 y el 'Tricampeonato' :2013-I, 2013-II, 2014, o la conmemorativa de la Copa Intercontinental 1989. Dentro de esta ala hay un espacio especial y reservado para las dos camisetas de la estrella 15.
Terminado el recorrido, el visitante culmina su visita en la tienda oficial del estadio, en donde se podrán adquirir todos los productos oficiales.
Actualmente las directivas tienen un gran proyecto para tener un museo fuera del estadio.

## Datos del club
| Copa Libertadores 2012                 | (Octavos de final) |
| Copa Sudamericana 2013                 | (Cuartos de final) |
| Copa Libertadores 2014                 | (Cuartos de final) |
| Copa Sudamericana 2014                 | (Subcampeón)       |
| Copa Libertadores 2015                 | (Octavos de final) |
| Copa Libertadores 2016                 | (Campeón)          |
| Copa Sudamericana 2016                 | (Subcampeón)       |
| Copa Mundial de Clubes de la FIFA 2016 | (Tercer lugar)     |
| Copa Libertadores 2017                 | (Fase de grupos)   |
| Recopa Sudamericana 2017               | (Campeón)          |
| Copa Libertadores 2018                 | (Octavos de final) |
| Copa Libertadores 2019                 | (Fase 3)           |
| Copa Sudamericana 2019                 | (Fase 2)           |
| Copa Sudamericana 2020                 | (Fase 2)           |
| Copa Libertadores 2021                 | (Fase de grupos)   |
| Copa Libertadores 2022                 | (Fase 2)           |
| Copa Libertadores 2023                 | (Octavos de final) |
| Copa Libertadores 2024                 | (Fase 2)           |
| Copa Libertadores 2025                 | (Octavos de final) |

- Lugar de origen: barrio Boston de Medellín.
- Año de fundación: 1935 (como Unión Foot-ball Club)
- Año de fundación legal: 1947 (como Club Atlético Municipal de Medellín)
- Temporadas en 1ª: 95 (Todas) (1948-presente.)[n 3]
- Puesto histórico en Primera División: Segundo.
- Mayor goleada a favor en torneos nacionales:
  - 8-1 al Unión Magdalena, Campeonato colombiano 1954.
- Mayor goleada a favor en torneos internacionales:
  - 6-0 al Danubio, Copa Libertadores 1989.
  - 0-6 al Sport Boys, Copa Libertadores 1992.
- Mayor goleada en contra en torneos nacionales:
  - 0-10 con Boca Juniors de Cali, Campeonato colombiano 1951.
- Mayor goleada en contra en torneos internacionales:
  - 8-0 con Cruzeiro, Supercopa Sudamericana 1992.
- Mejor puesto en la liga: 1.º (18 veces).
- Peor puesto en la liga: 17.º (Apertura 2009).
- Mayor número de goles en una temporada: 145 (temporada 1996/97).[n 4]
- Mayor tiempo participando en copas internacionales de forma consecutiva: 14 años[n 5]
- Primer partido en torneos nacionales: 2-0 con Universidad Nacional, el (15 de agosto de 1948), Campeonato colombiano 1948.
- Primer partido en torneos internacionales: 1-1 con Santa Fe, el (16 de febrero de 1972), Copa Libertadores 1972.
- Jugador con más partidos disputados: Gilberto Osorio (512).[200]
- Jugador con más goles: Víctor Hugo Aristizábal (206 goles).[201]
- Jugador con más títulos: Franco Armani y Alexis Henríquez (13).
- Técnico con más títulos: Juan Carlos Osorio y Reinaldo Rueda (6).
- Divisiones menores: Atlético Nacional.
- Femenino: Atlético Nacional

### Otros logros y distinciones
- Mejor equipo del mundo en 2016 según la Federación Internacional de Historia y Estadística de Fútbol escoltado por los equipos españoles Real Madrid y Barcelona,

- Quinto mejor equipo en el ranking de la Federación Internacional de Historia y Estadística de Fútbol en 2014 siendo el mejor equipo colombiano y el mejor de Sudamérica.

- La FIFA hace entrega del premio Premio Fair Play de la FIFA por lo sucedido con Chapecoense en 2016.

- La FIFA hace un reconocimiento a las hinchas de Junior y del club por la entrega de alimentos por la situación del COVID-19 de 2020 en el país.[202]

- El equipo italiano La Roma hace un reconocimiento al club a través de Twitter como el club del día.[203]

- Todo el club recibió medallas de honor de los mandatarios de Chapecó como agradecimiento.[204]

- 16.º mejor equipo en la tabla histórica de la Copa Libertadores de América siendo el segundo mejor equipo colombiano en el máximo torneo continental.[205]

- 2.º mejor equipo en la tabla histórica de la Copa Sudamericana superado por Liga de Quito por solo 7 puntos, además siendo el mejor equipo colombiano posicionado.[206]

- 2.º mejor equipo en la tabla histórica de la Copa Merconorte superado por Millonarios por solo 2 puntos.[207]

- 2.º mejor equipo en la tabla histórica del Fútbol Colombiano siendo el segundo mejor equipo posicionado solamente superado por Millonarios, y superando a Deportivo Cali y América de Cali.

- 2.º Atlético Nacional fue el segundo mejor equipo de Sudamérica en la última década. De acuerdo con la Federación Internacional de Historia y Estadística de Fútbol, el equipo antioqueño estuvo entre los mejores clubes de la Conmebol entre 2011 y 2020.
- 16.º Atlético Nacional fue el decimosexto mejor equipo a nivel mundial en la última década. De acuerdo con la Federación Internacional de Historia y Estadística de Fútbol, el equipo antioqueño estuvo entre los mejores clubes del mundo entre 2011 y 2020.

- De las 11 ventas más caras en la historia del fútbol colombiano, nueve de ellas las hizo Nacional.[208]

- En menos de dos meses, entre diciembre de 2024 y febrero de 2025, Atlético Nacional logró convertirse en el campeón vigente de todas las competencias futbolísticas profesionales de Colombia. Finalización 2024, Copa Colombia 2024 y Superliga 2025

## Palmarés
Nota: en negrita competiciones vigentes en la actualidad. Indicado el récord del torneo  y el compartido 
Torneos nacionales (29)
| Competición nacional        | Títulos | Subcampeonatos                                                                     |
| --------------------------- | --- | ---------------------------------------------------------------------------------- |
| Categoría Primera A (18/12) | 1954, 1973, 1976, 1981, 1991, 1994, 1999, 2005-I, 2007-I, 2007-II, 2011-I, 2013-I, 2013-II, 2014-I, 2015-II, 2017-I, 2022-I, 2024-II. | 1955, 1965, 1971, 1974, 1988, 1990, 1992, 2002-I, 2004-I, 2004-II, 2018-I, 2023-I. |
| Copa Colombia (7/0)         | 2012, 2013, 2016, 2018, 2021, 2023, 2024.                                                                                             |                                                                                    |
| Superliga de Colombia (4/3) | 2012, 2016, 2023, 2025. | 2014, 2015, 2018.                                                                  |

Torneos internacionales (7)
| Competición internacional   | Títulos     | Subcampeonatos    | Subcampeonatos |
| --------------------------- | ----------- | ----------------- | -------------- |
| Copa Libertadores (2/1)     | 1989, 2016. | 1995.             | [ n 6 ]        |
| Recopa Sudamericana (1/1)   | 2017.       | 1990.             | [ n 6 ]        |
| Copa Merconorte (2/0)       | 1998, 2000. |                   | [ n 6 ]        |
| Copa Interamericana (2/0)   | 1990, 1997. |                   | [ n 6 ]        |
| Copa Intercontinental (0/1) |             | 1989.             | [ n 6 ]        |
| Copa Sudamericana (0/3)     |             | 2002, 2014, 2016. | [ n 6 ]        |
|                             |             |                   |                |
| Copa Simón Bolívar (0/1)    |             | 1971.             | [ n 7 ]        |

Torneos regionales (1)
| Competición regional  | Títulos | Subcampeonatos |
| --------------------- | ------- | -------------- |
| Liga Antioqueña (1/0) | 1942.   |                |

Reconocimientos internacionales (6)
| Distinción                                      | Año   |       |
| ----------------------------------------------- | ----- | ----- |
| Mejor equipo del mundo (1)                      | 2016. | 2016. |
| Premio Fair Play FIFA (1)                       | 2016. | 2016. |
| Premio del Centenario CONMEBOL al Fair Play (1) | 2016. | 2016. |
| Medalla al mérito deportivo militar (1)         | 2016. | 2016. |
| Club Clásico FIFA (1)                           | 2014. | 2014. |
| 58° mejor equipo de todos los tiempos IFFHS (1) | 2009. | 2009. |

## Jugadores
La primera nómina que tuvo Atlético Nacional todavía con el nombre de Atlético Municipal fue Carlos Pulgarín, Jairo Ramírez, Gabriel Osorio, Mario Sánchez, Eduardo «Cuty» Amaya, Gustavo Mesa, Carlos Vivares, León Ortiz, Darío Gómez, Emilio Guerra, Guillermo Echavarría y Uriel Ríos. En el inicio del profesionalismo Nacional no tuvo jugadores extranjeros, aunque era la época del Dorado en el fútbol colombiano y la política de puros criollos lo impedía. A partir del inicio de la temporada de 1953, llegó el primer jugador extranjero al club, el argentino Atilio Miotti, esto fue gracias a que el técnico José Saule planteó la necesidad contratar extranjeros con el fin de lograr resultados positivos, además de atraer más público, aumentar las recaudaciones y se aliviar la situación económica de equipo.
En la obtención del primero título profesional del equipo se destacaron Humberto «Turrón» Álvarez, el primer gran ídolo de la hinchada. Y otros como, Hernán Escobar Echeverry e Ignacio Calle, los arqueros Julio «Chonto» Gaviria y Gabriel Mejía; el uruguayo Julio Ulises Terra, los argentinos Atilio Miotti, Miguel Juan Zazini, Nicolás Gianastasio y Carlos Gambina, este último fue el goleador del campeonato con 21 tantos.
A inicios de los setenta se incorporó el argentino Jorge Hugo «La Chancha» Fernández, quien fue considerado la mejor contratación del año,[cita requerida] posteriormente en 1971 llegaron Oscar Calics, Tito Manuel Gómez y el arquero Raúl Navarro que se unieron al plantel ya conformado por Gerardo «El Alemán» Moncada, Teófilo Campáz, Gilberto Osorio, Gustavo Santa, Javier Tamayo, Hugo Gallego, Juan Carlos Lallana y Hernando Piñeros,[cita requerida] aquella plantilla logró el subcampeonato en ese año y más tarde fue la base del segundo título profesional de 1973, contando entre otros con Francisco Maturana, Abel Álvarez y Hugo Horacio Lóndero.
Con Zubeldía fueron varios los jóvenes que se destacaron y dieron su paso al profesionalismo, a estos de les llamó «El Kinder de Zubeldía» y había futbolistas como Hernán Darío Herrera, Pedro Sarmiento, Víctor Luna, Carlos Ricaurte, Gabriel Jaime Gómez y otros más. Durante el tiempo en que Zubeldía fue director técnico fueron importantes varios jugadores como Jorge Ortiz, Eduardo Julián Retat, Jorge Olmedo, Iván Darío Castañeda, Eduardo Emilio Vilarete, Gilberto Salgado, Jorge Peláez, Ramón César Bóveda, César Cueto, Lorenzo Carrabs, Héctor Dragonetti, Guillermo La Rosa, Luis Fernando López y Carlos Maya.[cita requerida]
Durante la era dorada de la institución, a finales de los ochenta, aparecieron jugadores destacados como León Villa, Leonel Álvarez, Luis Carlos Perea y Gildardo Gómez. Más tarde se unieron otros como Giovanni Cassiani, Gustavo Restrepo, Víctor Marulanda, Óscar Córdoba y Martín Caicedo. Esta nómina alcanzó para lograr el cupo a la Libertadores del 89 aunque no se logró el título nacional. A este grupo se les unió Albeiro Usuriaga y con la obtención del Título continental se destacaron Andrés Escobar, John Jairo Tréllez, Alexis García y René Higuita. Durante proceso de continuos éxitos deportivos, los jugadores de Atlético Nacional llegaron a ser mayoría en las convocatorias de Selección Colombia. Otros jugadores recordados por la institución e hinchada son Ricardo Pérez, Jaime Arango, Niver Arboleda, Luis Fernando Herrera, Giovannis Cassiani, Víctor Hugo Aristizabal, Mauricio «Chicho» Serna, Faustino Asprilla, Luis Fajardo, Diego Osorio, Juan Pablo Ángel, Hermán Gaviria, Iván Ramiro Córdoba, José Fernando Santa, Giovanni Moreno,Dorlan Pabón y Miguel Calero.
En 2016 el equipo consiguió el segundo título de Copa Libertadores con jugadores claves como el venezolano Alejandro Guerra, el argentino Franco Armani, Alexis Henríquez, Macnelly Torres, Orlando Berrío, Farid Díaz, Daniel Bocanegra, Jonathan Copete, Víctor Ibarbo, Miguel Borja, Davinson Sánchez, Andrés Ibargüen, Marlos Moreno, Sebastián Pérez y Alexander Mejía.
En la gran mayoría de mundiales en los que ha participado la Selección nacional, el club ha aportado como mínimo con un jugador. En el Mundial de Chile 1962, hicieron parte de los seleccionados Jairo Arias, Ignacio Calle y Héctor Echeverry. En Italia 1990 el club fue la base de la Selección Colombia y fueron seleccionados René Higuita, Andrés Escobar, Gildardo Gómez, Luis Fernando Herrera, León Villa, José Ricardo Pérez, Luis Carlos Perea, Leonel Álvarez y Luis Fajardo. En el mundial de Estados Unidos 1994 participaron Andrés Escobar, Luis Fernando Herrera, Hermán Gaviria, Gabriel Jaime Gómez y Mauricio Serna. En Francia 1998 fueron covocados Andrés Estrada, Miguel Calero y José Fernando Santa. En el mundial, Brasil 2014, el jugador Alexander Mejía fue seleccionado.

### Plantilla 2025-II
- Los equipos colombianos están limitados a tener en la plantilla un máximo de cuatro jugadores extranjeros. La lista incluye sólo la principal nacionalidad de cada jugador.
- Desde la temporada 2020 la Dimayor autorizó únicamente la inscripción de (25) jugadores de los cuales (5) deben ser categoría Sub-23. Los equipos que juegan torneo internacional podrán inscribir (28) jugadores.[221]

### Altas y bajas 2025-II
| Altas           |                |                       |                         |
| Jugador         | Posición       | Procedencia           | Tipo                    |
| César Haydar    | Defensa        | Kawasaki Frontale     | Cesión desde Bragantino |
| Juan Bauza      | Centrocampista | Universitatea Craiova | Cesión                  |
| Facundo Batista | Delantero      | Polissya Zhytomyr     | Traspaso                |
| Marlos Moreno   | Delantero      | Tenerife              | Libre                   |

| Bajas               |                |                     |                       |
| Jugador             | Posición       | Equipo              | Tipo                  |
| Juan Felipe Aguirre | Defensa        | Atlético Paranaense | Rescisión de contrato |
| Sebastián Guzmán    | Centrocampista | Deportes Tolima     | Fin de contrato       |
| Kevin Parra         | Centrocampista | La Equidad          | Cesión                |
| Juan Pablo Torres   | Centrocampista | Deportes Tolima     | Cesión                |
| Yéiler Góez         | Centrocampista | Llaneros            | Fin de contrato       |
| Faber Gil           | Delantero      | Deportivo Pereira   | Fin de cesión         |
| Kevin Viveros       | Delantero      | Atlético Paranaense | Traspaso              |

### Jugadores cedidos
Jugadores que son propiedad del equipo y son prestados para actuar con otro conjunto, algunos con opción de compra.
| Cesiones           |                |                 |                         |
| Jugador            | Posición       | Cedido a        | Hasta                   |
| Samuel Velásquez   | Defensa        | Deportes Tolima | 31 de diciembre de 2025 |
| Yeicar Perlaza     | Centrocampista | Santa Fe        | 31 de diciembre de 2025 |
| Kevin Parra        | Centrocampista | La Equidad      | 30 de junio de 2026     |
| Juan Pablo Torres  | Centrocampista | Deportes Tolima | 30 de junio de 2026     |
| Emilio Aristizábal | Delantero      | Fortaleza       | 31 de diciembre de 2025 |

### Jugadores cedidos en el club
Jugadores que son propiedad de otro equipo y están prestados en el club, algunos con opción de compra.
| Cedidos en el club |                |                       |                         |
| Jugador            | Posición       | Cedido desde          | Hasta                   |
| Camilo Cándido     | Defensa        | Cruz Azul             | 31 de diciembre de 2025 |
| César Haydar       | Defensa        | Red Bull Bragantino   | 30 de junio de 2026     |
| Joan Castro        | Defensa        | La Equidad            | 31 de diciembre de 2025 |
| Juan Bauza         | Centrocampista | Universitatea Craiova | 30 de junio de 2026     |
| Alfredo Morelos    | Delantero      | Santos                | 31 de diciembre de 2025 |

### Jugadores en selecciones nacionales
Nota: en negrita jugadores parte de la última convocatoria en sus respectivas selecciones.
| País     | Categoría | Jugador(es) |
| -------- | --------- | --- |
| Colombia | Absoluta  | Andrés Felipe Román, Marino Hinestroza, David Ospina, Mateus Uribe, Jorman Campuzano, Andrés Salazar, William Tesillo, Edwin Cardona, Alfredo Morelos, Marlos Moreno |
| Colombia | Sub-23    | Luis Marquinez |
| Colombia | Sub-20    | Simón García, Luis Landázuri |
| Uruguay  | Absoluta  | Camilo Cándido |

### Aporte a Selecciones Nacionales
Son muchos los jugadores de Atlético Nacional que a lo largo de la historia han sido seleccionados para representar a Colombia en algún evento internacional. En Campeonatos Sudamericanos y Mundiales de Fútbol en diversas categorías.

#### Copa Mundial de Fútbol
| N.º  | Jugador                 | Selección | Mundial             | Resultado        |
| ---- | ----------------------- | --------- | ------------------- | ---------------- |
| 1.º  | Ignacio Calle           | Colombia  | Chile 1962          | Primera ronda    |
| 2.º  | Jairo Arias             | Colombia  | Chile 1962          | Primera ronda    |
| 3.º  | René Higuita            | Colombia  | Italia 1990         | Octavos de final |
| 4.º  | Andrés Escobar          | Colombia  | Italia 1990         | Octavos de final |
| 5.º  | Gildardo Biderman Gómez | Colombia  | Italia 1990         | Octavos de final |
| 6.º  | Luis Fernando Herrera   | Colombia  | Italia 1990         | Octavos de final |
| 7.º  | León Fernando Villa     | Colombia  | Italia 1990         | Octavos de final |
| 8.º  | José Ricardo Pérez      | Colombia  | Italia 1990         | Octavos de final |
| 9.º  | Luis Carlos Perea       | Colombia  | Italia 1990         | Octavos de final |
| 10.º | Leonel Álvarez          | Colombia  | Italia 1990         | Octavos de final |
| 11.º | Luis Fajardo            | Colombia  | Italia 1990         | Octavos de final |
| 12.º | Geovanis Cassiani       | Colombia  | Italia 1990         | Octavos de final |
| 13.º | Andrés Escobar          | Colombia  | Estados Unidos 1994 | Primera Fase     |
| 14.º | Luis Fernando Herrera   | Colombia  | Estados Unidos 1994 | Primera Fase     |
| 15.º | Hermán Gaviria          | Colombia  | Estados Unidos 1994 | Primera Fase     |
| 16.º | Gabriel Jaime Gómez     | Colombia  | Estados Unidos 1994 | Primera Fase     |
| 17.º | Mauricio Serna          | Colombia  | Estados Unidos 1994 | Primera Fase     |
| 18.º | Andrés Estrada          | Colombia  | Francia 1998        | Primera Fase     |
| 19.º | Miguel Calero           | Colombia  | Francia 1998        | Primera Fase     |
| 20.º | José Fernando Santa     | Colombia  | Francia 1998        | Primera Fase     |
| 21.º | Alexander Mejía         | Colombia  | Brasil 2014         | Cuartos de final |

#### Juegos Olímpicos
| N.º  | Jugador                 | Selección | Mundial             | Resultado        |
| ---- | ----------------------- | --------- | ------------------- | ---------------- |
| 1.º  | Gerardo Moncada         | Colombia  | Múnich 1972         | Primera Fase     |
| 2.º  | Jorge Porras            | Colombia  | Moscú 1980          | Primera Fase     |
| 3.º  | Pedro Enrique Sarmiento | Colombia  | Moscú 1980          | Primera Fase     |
| 4.º  | Norberto Peluffo        | Colombia  | Moscú 1980          | Primera Fase     |
| 5.º  | Francisco Cassiani      | Colombia  | Barcelona 1992      | Primera Fase     |
| 6.º  | Víctor Marulanda        | Colombia  | Barcelona 1992      | Primera Fase     |
| 7.º  | Diego León Osorio       | Colombia  | Barcelona 1992      | Primera Fase     |
| 8.º  | José Fernando Santa     | Colombia  | Barcelona 1992      | Primera Fase     |
| 9.º  | Omar Cañas              | Colombia  | Barcelona 1992      | Primera Fase     |
| 10.º | Hernán Gaviria          | Colombia  | Barcelona 1992      | Primera Fase     |
| 11.º | Víctor Hugo Aristizábal | Colombia  | Barcelona 1992      | Primera Fase     |
| 12.º | Gustavo Adolfo Restrepo | Colombia  | Barcelona 1992      | Primera Fase     |
| 13.º | Cristian Bonilla        | Colombia  | Río de Janeiro 2016 | Cuartos de final |
| 14.º | Felipe Aguilar Mendoza  | Colombia  | Río de Janeiro 2016 | Cuartos de final |
| 15.º | Sebastián Pérez         | Colombia  | Río de Janeiro 2016 | Cuartos de final |
| 16.º | Miguel Borja            | Colombia  | Río de Janeiro 2016 | Cuartos de final |
| 17.º | Arley Rodríguez         | Colombia  | Río de Janeiro 2016 | Cuartos de final |

#### Mundial Sub-20
| N.º  | Jugador                 | Selección | Mundial            | Resultado        |
| ---- | ----------------------- | --------- | ------------------ | ---------------- |
| 1.º  | John Álvarez            | Colombia  | URSS 1985          | Cuartos de final |
| 2.º  | John Jairo Tréllez      | Colombia  | URSS 1985          | Cuartos de final |
| 3.º  | John Jairo Tréllez      | Colombia  | Chile 1987         | Primera Fase     |
| 4.º  | Francisco Cassiani      | Colombia  | Arabia 1989        | Cuartos de final |
| 5.º  | Víctor Marulanda        | Colombia  | Arabia 1989        | Cuartos de final |
| 6.º  | Gustavo Adolfo Restrepo | Colombia  | Arabia 1989        | Cuartos de final |
| 7.º  | Diego Osorio            | Colombia  | Arabia 1989        | Cuartos de final |
| 8.º  | Javier Arizala          | Colombia  | Emiratos Árabes 03 | Tercer Puesto    |
| 9.º  | Avimiled Rivas          | Colombia  | Emiratos Árabes 03 | Tercer Puesto    |
| 10.º | Edixon Perea            | Colombia  | Emiratos Árabes 03 | Tercer Puesto    |
| 11.º | Carlos Abella           | Colombia  | Países Bajos 05    | Octavos de final |
| 12.º | David Ospina            | Colombia  | Países Bajos 05    | Octavos de final |
| 13.º | Camilo Zúñiga           | Colombia  | Países Bajos 05    | Octavos de final |
| 14.º | Christian Marrugo       | Colombia  | Países Bajos 05    | Octavos de final |
| 15.º | Sebastián Pérez         | Colombia  | Colombia 11        | Cuartos de final |
| 16.º | Cristian Bonilla        | Colombia  | Turquía 13         | Octavos de final |
| 17.º | Pedro León Osorio       | Colombia  | Turquía 13         | Octavos de final |
| 18.º | Sebastián Pérez         | Colombia  | Turquía 13         | Octavos de final |
| 19.º | Davinson Sánchez        | Colombia  | Nueva Zelanda 15   | Octavos de final |
| 20.º | Rodin Quiñones          | Colombia  | Nueva Zelanda 15   | Octavos de final |
| 21.º | Kevin Leonardo Mier     | Colombia  | Polonia 19         | Cuartos de final |
| 22.º | Carlos Cuesta Figueroa  | Colombia  | Polonia 19         | Cuartos de final |
| 23.º | Andrés Felipe Reyes     | Colombia  | Polonia 19         | Cuartos de final |
| 24.º | Andrés Felipe Perea     | Colombia  | Polonia 19         | Cuartos de final |
| 25.º | Luis Marquinez          | Colombia  | Argentina 23       | Cuartos de final |
| 26.º | Andrés Salazar          | Colombia  | Argentina 23       | Cuartos de final |
| 27.º | Edier Ocampo            | Colombia  | Argentina 23       | Cuartos de final |
| 28.º | Tomás Ángel             | Colombia  | Argentina 23       | Cuartos de final |

#### Mundial Sub-17
| N.º | Jugador             | Selección | Mundial      | Resultado        |
| --- | ------------------- | --------- | ------------ | ---------------- |
| 1.º | Henry Zambrano      | Colombia  | Escocia 89   | Primera Fase     |
| 2.º | Oswaldo Mackenzie   | Colombia  | Escocia 89   | Primera Fase     |
| 3.º | José María Ocampo   | Colombia  | Japón 93     | Primera Fase     |
| 4.º | León Darío Muñoz    | Colombia  | Japón 93     | Primera Fase     |
| 5.º | Stefan Medina       | Colombia  | Nigeria 2009 | Cuarto Lugar     |
| 6.º | Kevin Leonardo Mier | Colombia  | India 2017   | Octavos de final |
| 7.º | Brayan Gómez        | Colombia  | India 2017   | Octavos de final |
| 8.º | Andrés Felipe Perea | Colombia  | India 2017   | Octavos de final |

#### Copa América
| N.º  | Jugador                 | Selección | Mundial             | Resultado        |
| ---- | ----------------------- | --------- | ------------------- | ---------------- |
| 1.º  | Humberto Álvarez        | Colombia  | Perú 57             | 5.º              |
| 2.º  | Delio Gamboa            | Colombia  | Perú 57             | 5.º              |
| 3.º  | Luis Largacha†          | Colombia  | Uruguay 67          | Repechaje        |
| 4.º  | Edgar Angulo            | Colombia  | Copa América 75     | Subcampeón       |
| 5.º  | Víctor Campaz           | Colombia  | Copa América 75     | Subcampeón       |
| 6.º  | Hugo Horacio Lóndero    | Colombia  | Copa América 75     | Subcampeón       |
| 7.º  | Eduardo Julián Retat    | Colombia  | Copa América 75     | Subcampeón       |
| 8.º  | Hernán Darío Herrera    | Colombia  | Copa América 79     | Primera Fase     |
| 9.º  | Eduardo Vilarete        | Colombia  | Copa América 79     | Primera Fase     |
| 10.º | Hernán Darío Herrera    | Colombia  | Copa América 83     | Primera Fase     |
| 11.º | Víctor Luna Gómez       | Colombia  | Copa América 83     | Primera Fase     |
| 12.º | Pedro Enrique Sarmiento | Colombia  | Copa América 83     | Primera Fase     |
| 13.º | René Higuita            | Colombia  | Argentina 87        | Tercer lugar     |
| 14.º | Luis Carlos Perea       | Colombia  | Argentina 87        | Tercer lugar     |
| 15.º | Luis Fernando Herrera   | Colombia  | Argentina 87        | Tercer lugar     |
| 16°  | José Ricardo Pérez      | Colombia  | Argentina 87        | Tercer lugar     |
| 17.º | Leonel Álvarez          | Colombia  | Argentina 87        | Tercer lugar     |
| 18.º | Juan Jairo Galeano      | Colombia  | Argentina 87        | Tercer lugar     |
| 19.º | John Jairo Trellez      | Colombia  | Argentina 87        | Tercer lugar     |
| 20.º | René Higuita            | Colombia  | Brasil 89           | Primera Fase     |
| 21.º | Andrés Escobar          | Colombia  | Brasil 89           | Primera Fase     |
| 22.º | Gildardo Biderman Gómez | Colombia  | Brasil 89           | Primera Fase     |
| 23.º | Alexis García           | Colombia  | Brasil 89           | Primera Fase     |
| 24.º | León Villa              | Colombia  | Brasil 89           | Primera Fase     |
| 25.º | Leonel Álvarez          | Colombia  | Brasil 89           | Primera Fase     |
| 26.º | Luis Carlos Perea       | Colombia  | Brasil 89           | Primera Fase     |
| 27.º | John Jairo Tréllez      | Colombia  | Brasil 89           | Primera Fase     |
| 28.º | René Higuita            | Colombia  | Chile 91            | Cuarto lugar     |
| 29.º | Andrés Escobar          | Colombia  | Chile 91            | Cuarto lugar     |
| 30.º | Luis Fernando Herrera   | Colombia  | Chile 91            | Cuarto lugar     |
| 31.º | Alexis García           | Colombia  | Chile 91            | Cuarto lugar     |
| 32.º | Diego León Osorio       | Colombia  | Chile 91            | Cuarto lugar     |
| 33.º | Luis Fernando Herrera   | Colombia  | Ecuador 93          | Tercer lugar     |
| 34.º | Hernán Gaviria          | Colombia  | Ecuador 93          | Tercer lugar     |
| 35.º | Gabriel Jaime Gómez     | Colombia  | Ecuador 93          | Tercer lugar     |
| 36.º | Alexis García           | Colombia  | Ecuador 93          | Tercer lugar     |
| 37.º | Víctor Hugo Aristizábal | Colombia  | Ecuador 93          | Tercer lugar     |
| 38.º | Diego León Osorio       | Colombia  | Ecuador 93          | Tercer lugar     |
| 39.º | René Higuita            | Colombia  | Uruguay 95          | Tercer lugar     |
| 40.º | José Fernando Santa     | Colombia  | Uruguay 95          | Tercer lugar     |
| 41.º | Hernán Gaviria          | Colombia  | Uruguay 95          | Tercer lugar     |
| 42.º | Víctor Hugo Aristizábal | Colombia  | Uruguay 95          | Tercer lugar     |
| 43.º | Iván Ramiro Córdoba     | Colombia  | Bolivia 97          | Cuartos de final |
| 44.º | José Fernando Santa     | Colombia  | Bolivia 97          | Cuartos de final |
| 45.º | Hernán Gaviria          | Colombia  | Bolivia 97          | Cuartos de final |
| 46.º | Francisco Mosquera      | Colombia  | Bolivia 97          | Cuartos de final |
| 47.º | Néider Morantes         | Colombia  | Bolivia 97          | Cuartos de final |
| 48.º | Miguel Calero           | Colombia  | Paraguay 99         | Cuartos de final |
| 49.º | Néider Morantes         | Colombia  | Paraguay 99         | Cuartos de final |
| 50.º | Henry Zambrano          | Colombia  | Paraguay 99         | Cuartos de final |
| 51.º | Freddy Grisales         | Colombia  | Paraguay 99         | Cuartos de final |
| 52.º | Freddy Grisales         | Colombia  | Colombia 2001       | Campeón          |
| 53.º | Edixon Perea            | Colombia  | Perú 2004           | Cuarto lugar     |
| 54.º | Camilo Zúñiga           | Colombia  | Venezuela 2007      | Primera Fase     |
| 55.º | Camilo Vargas           | Colombia  | Chile 2015          | Cuartos de final |
| 56.º | Cristian Bonilla        | Colombia  | Estados Unidos 2016 | Tercer lugar     |
| 57.º | Felipe Aguilar          | Colombia  | Estados Unidos 2016 | Tercer lugar     |
| 58.º | Farid Díaz              | Colombia  | Estados Unidos 2016 | Tercer lugar     |
| 59.º | Sebastián Pérez         | Colombia  | Estados Unidos 2016 | Tercer lugar     |
| 60.º | Marlos Moreno           | Colombia  | Estados Unidos 2016 | Tercer lugar     |
| 61.º | Aldair Quintana         | Colombia  | Brasil 2021         | Tercer lugar     |
| 62.º | Baldomero Perlaza       | Colombia  | Brasil 2021         | Tercer lugar     |

#### Copa Oro
| N.º | Jugador          | Selección | Copa                | Resultado    |
| --- | ---------------- | --------- | ------------------- | ------------ |
| 1.º | Miguel Calero    | Colombia  | Estados Unidos 2000 | Subcampeón   |
| 2.º | Humberto Mendoza | Colombia  | Estados Unidos 2005 | Cuarto Lugar |
| 3.º | Héctor Hurtado   | Colombia  | Estados Unidos 2005 | Cuarto Lugar |

### Muro de las Leyendas Verdolagas
En el marco del aniversario 77 del club, se llevó a cabo un evento en el Centro de Alto Rendimiento de Guarne, en el que se reconoció la labor y la historia que marcaron los jugadores más importantes del Club Atlético Nacional. 
A los homenajeados, se les otorga una chaqueta verde personalizada, donde tendrían detalles exclusivos de su paso por el club, como los títulos obtenidos, la cantidad de goles, entre otros. También se inauguró un muro de leyendas verdolagas, donde se inscribieron las cinco primeras placas de varias que se tienen previstas.
| Evento              | Leyenda                 | País      | Palmarés | Títulos |
| ------------------- | ----------------------- | --------- | --- | ------- |
| 30 de abril de 2024 | Andrés Escobar          | Colombia  | Copa Libertadores 1989, Copa Interamericana 1990, Campeonato 1991 y Campeonato 1994 | 4       |
| 30 de abril de 2024 | Victor Hugo Aristizábal | Colombia  | Copa Interamericana 1990, Campeonato 1991, Campeonato 1994, Merconorte 2000, Apertura 2005, Apertura 2007 y Finalización 2007 | 7       |
| 30 de abril de 2024 | Francisco Maturana      | Colombia  | *Campeonato 1973, *Campeonato 1976 y Copa Libertadores 1989 | 3       |
| 30 de abril de 2024 | René Higuita            | Colombia  | Copa Libertadores 1989, Copa Interamericana 1990, Campeonato 1991, Campeonato 1994 y Copa Interamericana 1995 | 5       |
| 30 de abril de 2024 | Macnelly Torres         | Colombia  | Apertura 2011, Superliga 2012, Copa Colombia 2012, Apertura 2013, Finalización 2015, Superliga 2016, Copa Libertadores 2016, Copa Colombia 2016, Recopa Sudamericana 2017 y Apertura 2017                                                           | 10      |
| 6 de julio de 2024  | Reinaldo Rueda          | Colombia  | Finalización 2015, Superliga 2016, Copa Colombia 2016, Copa Libertadores 2016, Recopa Sudamericana 2017 y Apertura 2017 | 6       |
| 6 de julio de 2024  | John Jairo Tréllez      | Colombia  | Copa Libertadores 1989 y Campeonato 1991, | 2       |
| 6 de julio de 2024  | Cesar Cueto             | Perú      | Campeonato 1981 | 1       |
| 6 de julio de 2024  | Alexis Henríquez        | Colombia  | Superliga 2012, Copa Colombia 2012, Apertura 2013, Copa Colombia 2013, Finalización 2013,Apertura 2014, Finalización 2015, Superliga 2016, Copa Libertadores 2016, Copa Colombia 2016, Recopa Sudamericana 2017, Apertura 2017 y Copa Colombia 2018 | 13      |
| 6 de julio de 2024  | Alexander Mejia         | Colombia  | Superliga 2012, Copa Colombia 2012, Apertura 2013, Copa Colombia 2013, Finalización 2013,Apertura 2014, Finalización 2015, Superliga 2016, Copa Libertadores 2016 y Apertura 2022                                                                   | 10      |
| 6 de julio de 2024  | Humberto Álvarez        | Colombia  | Campeonato 1954 | 1       |
| 6 de julio de 2024  | Raul Navarro            | Argentina | Campeonato 1973 y Campeonato 1976 | 2       |

*Titulos como futbolista

## Entrenadores

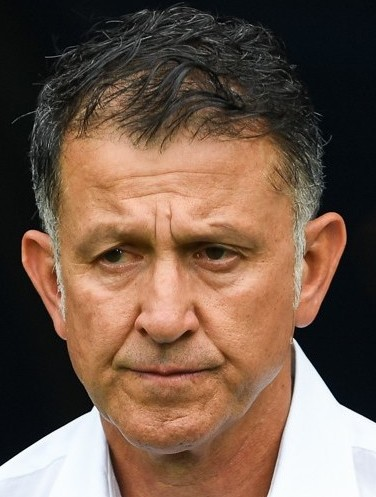
Juan Carlos Osorio, uno de los más destacados en la historia del club.

Nacional hasta la actualidad ha tenido 49 directores técnicos a lo largo de su historia. El primer entrenador del equipo paisa fue Rafael Serna, quien estuvo desde julio de 1948 hasta septiembre del mismo año, siendo un período muy corto para la dirección de un equipo.
El primer técnico extranjero que tuvo Nacional fue el argentino Fernando Paternoster. Estuvo durante tres períodos, el primero desde septiembre de 1948 hasta abril de 1951, luego regresó a principios de 1954, consiguiendo el primer título en la historia del club y por último entre noviembre de 1956 y julio de 1957 cuando se presentaba la crisis que casi deja al borde de la desaparición al equipo.[cita requerida]
Al igual que Fernando Paternoster, por la dirección técnica del cuadro paisa han pasado varios extranjeros, diez argentinos, seis uruguayos, tres brasileños, un paraguayo, un alemán, un serbio, un colombo-argentino y un hispano-argentino. Dentro de este grupo se han destacado José Curti, César López Fretes (campeón de Colombia en 1973), Oswaldo Juan Zubeldía (campeón de Colombia en 1976 y 1981, Luis Cubilla y Oscar Héctor Quintabani (bicampeón de Colombia en 2007).
El paso de Osvaldo Zubeldía por el club desde 1976 hasta 1982 fue de los períodos más gratificantes para la afición y la historia de Atlético Nacional, el 12 de agosto de 1976 debutó en un triunfo contra Millonarios, durante su dirección le dio la oportunidad a varios jugadores como Hernán Darío Herrera, Pedro Sarmiento, Víctor Luna, Norberto Peluffo, Gabriel Jaime Gómez, entre otros, a los que se les llamó «El Kínder de Zubeldía». Se hizo famosa una frase que dijo en una entrevista a la revista El Gráfico: «Revolucioné el fútbol colombiano porque acabé con la siesta. Acabé con los desayunos fuertes y los almuerzos prolongados. ¡A la cancha! A trabajar mañana y tarde». Tiempo antes de conseguir el título de 1981 con Atlético Nacional, dijo: «Dejo a Nacional arriba y me voy». El título lo consiguió en diciembre y murió en enero del siguiente año a causa de un infarto, cuando se disponía a sellar un boleto de apuestas hípicas.
Pero indudablemente los tiempos de gloria han llegado de la mano con técnicos colombianos y que han basado sus éxitos en la filosofía de juego de Nacional. Con Francisco Maturana se logró la Copa Libertadores, el mayor título obtenido por el club en esos tiempos, Maturana estuvo desde 1987 hasta 1990, con él trabajaron Hernán Darío Gómez y Juan José Peláez, que luego fueron grandes gestores de otros logros deportivos, en el caso del «Bolillo» se fue campeón de la Copa Interamericana 1990 y campeón de Colombia en 1991, y de Peláez, campeón de la Copa Interamericana 1995, campeón de Colombia en 1994 y subcampeón de la Copa Libertadores 1995. Para finalizar el siglo, Luis Fernando Suárez, exjugador de Atlético Nacional llegó a dirigir el equipo, con él se consiguió el título de 1999.
En 2003, Juan José Peláez retornó a la dirección en la que estuvo por dos años y medio y dejó dos subtítulos de Colombia, luego de irse en diciembre de 2004, su asistente técnico, Santiago Escobar —hermano de Andrés Escobar— continuó con el proceso y obtuvo el campeonato en el Apertura 2005. Más tarde, en 2007, el colombo-argentino Oscar Héctor Quintabani obtuvo el bicampeonato, Quintabani estuvo en Nacional entre 2006 y 2008. En 2011, Santiago Escobar retornó para dirigir al equipo luego de cuatro años de malos resultados y logró ganar el Apertura 2011 con su asistente técnico Juan Jairo Galeano también exjugador de Nacional.
Desde el 3 de mayo de 2012 hasta el 26 de mayo de 2015 el equipo fue dirigido por el técnico risaraldense Juan Carlos Osorio. Desde su llegada tuvo a la hinchada en contra porque sus inusuales cambios en la formación del equipo principal, sin embargo de esta forma Osorio se logró coronar campeón a Nacional de la primera edición de la Superliga de Colombia en el 2012 enfrentando al Junior de Barranquilla, en ese mismo año (2012) se coronó por primera vez campeón de la Copa Colombia al vencer al Deportivo Pasto, título que repetiría en el año 2013 venciendo a Millonarios de Bogotá. En 2013 también logró los títulos de la Categoría Primera A del fútbol Colombiano tanto en el Apertura como en el Finalización, venciendo a sus similares de Santa Fe y Deportivo Cali respectivamente, en el Apertura 2014 venció al Junior de Barranquilla, obteniendo su sexto título al mando del club en menos de tres años. En mayo de 2015 fue confirmada su salida del club.
Entre el segundo semestre de 2015 y el primer semestre de 2017 el equipo fue dirigido por Reinaldo Rueda, que en tan solo dos años conquistó el torneo finalización 2015, la Superliga de Colombia 2016, la Copa Libertadores 2016, la Copa Colombia 2016, la Recopa Sudamericana 2017 y el Torneo Apertura 2017 convirtiéndose así en el técnico más histórico del club ganando 6 títulos.
Durante el segundo semestre de 2017 asumió la dirección del equipo el español Juan Manuel Lillo quien tuvo poca simpatía con la hinchada y renunció luego de que Nacional quedase eliminado en el Torneo Finalización a manos del Deportes Tolima. El 20 de diciembre del mismo año, firmó por tres temporadas Jorge Almirón. Durante la dirección del argentino, Nacional perdió en casa la Superliga y aunque logró llevar al equipo a la final del Torneo Apertura 2018, el club fue derrotado por el Deportes Tolima. Posteriormente en la Copa Libertadores, el club quedó eliminado en octavos de final por Atlético Tucumán, lo que provocó la renuncia de Almirón dos días después del partido.
El 30 de agosto de 2018, la junta directiva nombró como DT encargado al profesor Hernán Darío Herrera, quien se venía desempañando como entrenador del equipo juvenil. Herrera recibió al club en los cuartos de final de la Copa Colombia y logró llevarlo hasta la final frente al Once Caldas, además supo conseguir el cuarto título para Nacional en esta competición, siendo el primer entrenador encargado en lograr un título con el club. Luego de la obtención de la copa, el 2 de noviembre se nombró como nuevo entrenador al brasileño Paulo Autuori.
En el segundo semestre del año 2019 regresó el profesor Juan Carlos Osorio. Esta segunda era duró 2 años. Fue muy criticado por su estilo de juego y por la rotación de su plantilla, saliendo eliminado de todas las competencias nacionales e internacionales. El 1 de noviembre del 2020 el plantel confirmó su salida por los malos resultados. El 15 de diciembre del 2020 fue presentado como entrenador Alexandre Guimaraes, con el asistente técnico Juliano Fontana.

## Presidencia y Junta directiva
Desde su fundación el club ha tenido veintitrés presidentes, cuatro presidentes encargados y una comisión conformada por el director técnico y los jugadores.
El primer presidente que tuvo Atlético Nacional luego de su fundación fue Luis Alberto Villegas Lopera (expresidente de la Liga Antioqueña de fútbol), quien junto a Júlio Ortiz, Jorge Osorio Cadavid, Jorge Gómez, Arturo Torres, Gilberto Molina, Alberto Eastman y Raúl Zapata Lotero crearon la sociedad con el fin de estimular los deportes y establecer el fútbol y el baloncesto profesional en Antioquia.[cita requerida]
Para la fundación de la División Mayor del Fútbol Colombiano y por ende del Fútbol Profesional Colombiano en Barranquilla asistió como representante Jorge Osorio Cadavid que se desempeñaba como presidente en el momento. Más tarde Fabricato, una de las principales empresas de textiles de Medellín, se vinculó al equipo al comprar la mayoría de sus acciones. La relación con Fabricato duró hasta noviembre de 1952, debido a los pobres resultados y la mala situación económica del equipo, la empresa decidió ceder sus acciones a un grupo de aficionados encabezados por el señor Miguel Mesa Acosta. Mesa fue el quinto presidente de club en menos de cinco años.
Durante gran parte de la década de los cincuenta el club funcionó con el liderazgo que ejercían algunos jugadores como Humberto Álvarez y Ricardo Ruíz, pues Nacional ante la crisis económica no tenía como pagar salarios y fue gracias a la idea de crear «natilleras» que el equipo se sostuvo en el profesionalismo.
En 1960 retornaron los antiguos dirigentes para tomar la riendas del equipo, pero en contra de lo que se pensaba, los resultados deportivos no llegaron. A finales de 1961 ingresó Hernán Botero Moreno como accionista del Atlético Nacional. Pronto fue nombrado presidente y se mantuvo vinculado a la institución durante veintidós años. Fue bajo su presidencia (cuatro etapas en total) que el equipo verde se inscribió entre los grandes de Colombia y se ganó el respeto en todos los rincones del país. Entre los intervalos en los que Hernán Botero se ausentó de la presidencia estuvieron a cargo Fernán Jaramillo Isaza, Hernán Villegas Ramírez como encargado, Mario de Bedout y Carlos Restrepo Arbeláez. Botero estuvo vinculado con Atlético Nacional hasta 1983 cuando llegó Antonio Roldán Betancur, quien hizo un cambio estructural que buscaba seguir fortaleciendo las divisiones inferiores. En 1987 llegó Sergio Naranjo, en reemplazo de Alberto Builes Ortega. Durante el período de Naranjo se impulsó el proyecto de los puros criollos y con ello llegaron los resultados deportivos como la obtención de la Copa Libertadores 1989, su presidencia duró hasta 1993.
En 1996 el equipo fue adquirido por la Organización Ardila Lülle, propiedad del empresario colombiano Carlos Ardila Lülle. Desde la llegada de la organización a Atlético Nacional, el club se ha consolidado administrativa y económicamente.[cita requerida] El modelo dirigencial de Nacional es algo diferente a lo que se maneja en el resto del mundo, pues todo el patrimonio pertenece a la Organización Ardila Lülle y la elección de presidentes y demás es decisión del comité ejecutivo. El club no posee socios y su estructura económica se basa en el patrocinio de Postobón (empresa perteneciente a la misma organización). Además es de los pocos clubes en el Fútbol Profesional Colombiano que tienen grandes respaldos en cuanto a recursos económicos y patrocinadores. Desde marzo de 2017, Andrés Botero Phillipsbourne se desempeñaba como presidente de Atlético Nacional, luego que Juan Carlos de La Cuesta renunciara. En la administración de Botero, el club consiguió la Recopa y el Torneo Apertura de 2017, luego del fracaso del Torneo Finalización de 2017 y la Superliga de 2018, Andrés Botero Phillipsbourne decidió renunciar a la dirigencia de Nacional, cargo que ocupó durante once meses.
A partir del 9 de febrero de 2018 Juan David Pérez se desempeña como presidente de Atlético Nacional. Dejando el cargo en 2021.
A partir del 24 de abril de 2021 se nombra presidente a Emilio Gutiérrez Gómez. Dejó el cargo en 2022.
A partir del 1 de septiembre de 2022 Mauricio Navarro se desempeña como presidente de Atlético Nacional.
Después de una gestión irregular de Navarro, el 19 de abril de 2024, asume la presidencia Sebastián Arango Botero.

## Divisiones inferiores
Históricamente las categorías inferiores o divisiones menores del club han sido grandes protagonistas en el aporte de jugadores al equipo profesional. Años atrás sobresalió el «Kinder de Zubeldía», y con ello más tarde salieron grandes jugadores como Andrés Escobar, Víctor Hugo Aristizabal, Juan Pablo Ángel, Víctor Marulanda, Aquivaldo Mosquera, Camilo Zúñiga, David Ospina, entre otros.
Estructuralmente las divisiones menores de Atlético Nacional tienen como base las escuelas de fútbol. La institución cuenta con varias instituciones en todo el país y dos en el exterior, en Antioquia está presente en los municipios de Segovia, Apartadó, Yarumal, Medellín, Rionegro, Vegachí y San Roque, y en los departamentos de Arauca, Bolívar, Chocó, Caquetá, Casanare, Meta, Risaralda, San Andrés, Providencia y Santa Catalina, Sucre, Valle del Cauca y en la capital, Bogotá. Fuera del país cuenta con escuelas en Miami y Orlando (Florida, Estados Unidos).
Por otro lado, están los equipos pre-juveniles y juveniles que participan a nivel departamental y regional de varios torneos organizados por la Liga Antioqueña de Fútbol, y en torneos de carácter nacional como lo son el Campeonato Juvenil y Prejuvenil.
Actualmente el director general Deportivo es Nelson Reyes, quien se encarga de coordinar la estructura de las divisiones menores del club paisa.
El club cuenta con escuelas de formación en: Primera A Sub-20, Primera C, Juvenil, Sub-17, Sub-16, Sub-15, Sub-13, Pony, Pre-Pony.

## Área social
Copa Atlético Nacional con la Comunidad
Desde 2012, el club organiza un torneo infantil en la ciudad de Medellín. En el torneo solo participan niños y jóvenes de bajos recursos, el torneo es masculino y cuenta con las categorías Sub-11, 13, 15 y 17. Para la temporada 2016 los partidos se disputan en el estadio Cincuentenario de Medellín.
Comunicaciones
Mi Nacional es el nombre de cada uno de los sectores de comunicación del club, como un programa de radio emitido por los 710 AM de Radio Red de Medellín, un periódico vendido por Atlético Nacional en las Tiendas Verdes y a las afueras del Estadio Atanasio Girardot, un programa de televisión emitido por Telemedellín que inició en el año 2016 y una aplicación móvil para IOS y Android, descargable por medio del App Store y Google Play. Cada una con contenido relacionado con el club.[cita requerida]
APP
Desde el 26 de abril de 2019 el club cuenta con una app oficial que se encuentra en IOS y Android, descargable por medio de App Store y Google Play donde se encuentra todo lo relacionado con el club.

### Barras
Históricamente las barras organizadas en el fútbol colombiano aparecieron iniciando la década de los setenta. La primera barra en surgir fue «La Academia Verde», fundada en 1971 por Gustavo Arcila, Ramón Quirós, Honorio Rúa y César Villegas.[cita requerida] Con esta surgieron otras más como «La Brigada Nacionalista», «El Comando Tribuna Verde», «Los Juanchos Verdes» y «La Barra Oswaldo Juan Zubeldia». «El Comando Tribuna Verde» fue la primera en utilizar el patrocinio de firmas comerciales en las pancartas para recolectar fondos, y la primera en tener la idea de acompañar la salida del equipo al campo de juego, contando con una bandera gigante.[cita requerida] Estas barras fueron las antecesoras a las numerosas barras que existen en la actualidad, y que llegaron al estadio con el fervor que despertó en Colombia la aparición de los puros criollos en 1987.[cita requerida]
En 1992 nació «Escándalo Verde», esta fue la primera barra con la infraestructura y la organización suficiente como para acompañar al equipo cada vez que jugaba, se localizó en la tribuna oriental y su fundador fue Carlos Goez.[cita requerida] Como dato curioso su fundación despertó la extrañeza de la gente pues los hinchas nacionalistas habían sido catalogados como aficionados fríos, tímidos y hasta arribistas anteriormente.[cita requerida]

#### Los del sur
«Los Del Sur», también conocidos por sus siglas «LDS», es la barra más numerosa que tiene Atlético Nacional en la actualidad, se ubica en la tribuna sur del Estadio Atanasio Girardot y sostiene una asistencia en promedio excelente cada vez que juega el equipo. La barra fue fundada el 20 de noviembre de 1997 en Medellín, y más tarde fueron apareciendo las demás filiales de «Los Del Sur» en las principales ciudades del país.
En 1992 se creó el primer grupo de hinchas del Escándalo Verde que querían hacer algo diferente para alentar al Atlético Nacional. Este primer grupo se autodenominó «Hijos del Sur», por su influencia en el estilo del sur del continente. Sus banderas y trapos después de siete años todavía existen y son colocados en la tribuna Sur del Estadio Atanasio Girardot, como prueba verídica de su existencia. Este grupo se disolvió a través de los años y no pudieron hacer su sueño realidad de crear una barra en la popular. En 1997 surgió un grupo mucho más grande y con mayor fuerza, muchos de sus integrantes pertenecientes al Valle del Aburrá, donde «Los Del Sur» tienen muchos miembros. Este grupo tenía una tira, banderas y llevaba mucho humo al estadio. Se ubicaba en oriental y surgió durante la Supercopa en la que Nacional llegó a Semifinales e influyeron realmente en la creación de «Los Del Sur», pero por falta de comunicación, el día que se fundó oficialmente la barra Los Del Sur, muchos fueron para la tribuna oriental y es por eso que solo hubo 12 fundadores en la tribuna sur con 2 tiras, varias banderas, papel, rollos, humo y bengalas.
A mediados de 1999 la barra pasó los 5000 miembros. Bogotá no se quedaba atrás y ya empezaba a ampliar su tamaño y organización. Al terminar el año, Nacional tras vencer al rival de patio, clasificó a la final contra el América de Cali, siendo esta la oportunidad de «Los Del Sur» para dar a conocer su desarrollo, y se vio por primera vez la tribuna Sur del Estadio Atanasio Girardot a reventar con unas 12 000 personas. El aliento durante los 90 minutos fue abrumador. El balance no pudo ser mejor al finalizar el año: El Rey de Copas Colombiano se alzaba con otro título más y «Los Del Sur» veían nacer nuevas filiales en Cali, Manizales, Villavicencio y Bucaramanga.
El 21 de enero de 2016, la hinchada de Nacional fue elegida como la Mejor Hinchada de la temporada 2015 en los Premios Águila.
El 16 de abril de 2023, en el Estadio Atanasio Girardot, en un partido ante el América de Cali, se presentaron disturbios, por parte de la barra brava de Atlético Nacional, debido a diferencias entre el club y la barra, teniendo que jugar 2 partidos, (ante Melgar (por Copa Libertadores), y ante Unión Magdalena), sin público. 
A partir de esta fecha 16 de abril, el estado Colombiano para la seguridad impone una investigación y judicialización en contra de los actuales líderes: Raúl Eduardo Martínez Hoyos, Andrés Felipe Muñoz Lara, Ramiro Andrés Gutiérrez, Andrés Felipe Ospina por los desmanes causados en este encuentro, el juicio se encuentra publicado en YouTube https://www.youtube.com/live/thheA3wGdcQ?si=h-8bTNgqREf3MGw5 donde la fiscalía general de la nación pide medidas intramurales para Felipe Muñoz y Felipe Ospina, hasta la fecha el proceso sigue abierto con las siguientes sanciones para los 4 líderes de la barra: Prohibición de salida del país, prohibición de ingreso al estadio, prohibición para reunirse con los miembros de la barra, prohibición del uso de redes sociales con fines de incitación, prohibición de contacto con dirigentes y jugadores del club. El proceso sigue activo y durante el año 2025 se deberá definir el futuro de estos.

#### Día del hincha verde
Se celebra en octubre o noviembre de cada año, fue instaurado por Atlético Nacional en octubre de 2006 con el fin de conmemorar a la Hinchada Verdolaga. En este día se realizan conciertos, sorteos y se hace muestra del «Museo Verde» donde están los uniformes y copas históricas.

## Clubes afiliados

### Convenios
- Alianza Petrolera: En el 2011 se firmó un convenio con los petroleros cediéndole jugadores y viceversa.[251]
- Leones F.C.: En 2017 tuvo otro convenio, pero esta vez con los felinos de Antioquia.[252]
- Real Santander: En 2018 bajo la presidencia de Botero hace otro convenio con los santandereanos.[253]
- C.A. Banfield: Se da tras el encuentro de los dos líderes de las barras más conocidas de ambos equipos.[254] Además el 23 de abril de 2021 se logra una alianza con los verdiblancos de México y España llamada ‘Amor verde y blanco’.[255]
- Santos Laguna: Se da un convenio desde el 23 de abril de 2021 junto al Betis y Banfield llamada ‘Amor verde y blanco’.[255]
- Real Betis: Se da un convenio desde el 23 de abril de 2021 junto al Banfield y Santos llamada ‘Amor verde y blanco’.[255]

### Socios
- Universidad de Antioquia: Desde 2020 hasta el otro año se realiza un convenio para la formación deportiva de los jugadores.[256]
- SIA: Desde 2020 se unió con el Sponsor Online, una plataforma de mercado digital global, como parte de una estrategia de "internacionalización" de su marca.[257]
- ScadGamez: Desde 2023 se realiza un convenio para la edición de los jugadores y ser agregados al juego FTS SUDAMERICANO, todo esto con especial dedicación

### Hermandades
- Chapecoense: Nace después de la tragedia del club brasileño.[258]
- Napoli: Tras un comunicado de ambas escuadras se confirma una alianza y hermandad.[259]
- F. C. Barcelona: Tras una reunión entre los directivos de ambos clubes se da una relación cercana y una alianza.[260]